# WILLER EXPRESS

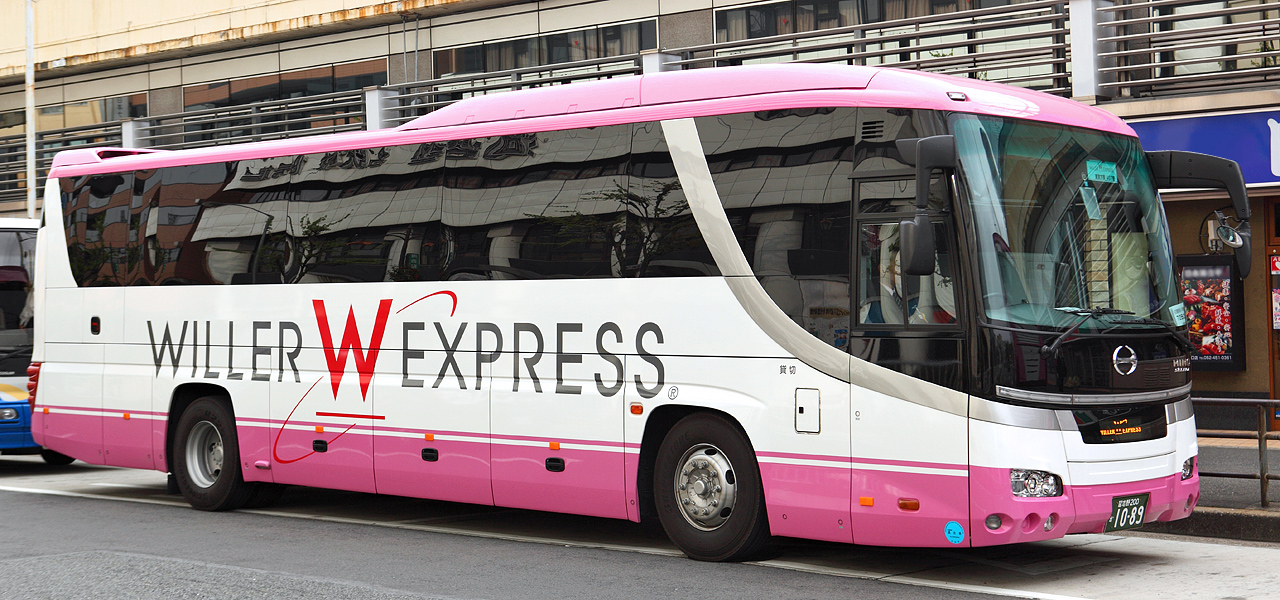
ツアーバス時代のWILLER EXPRESS（日野・セレガ、WILLER BUS東日本（当時）運行）

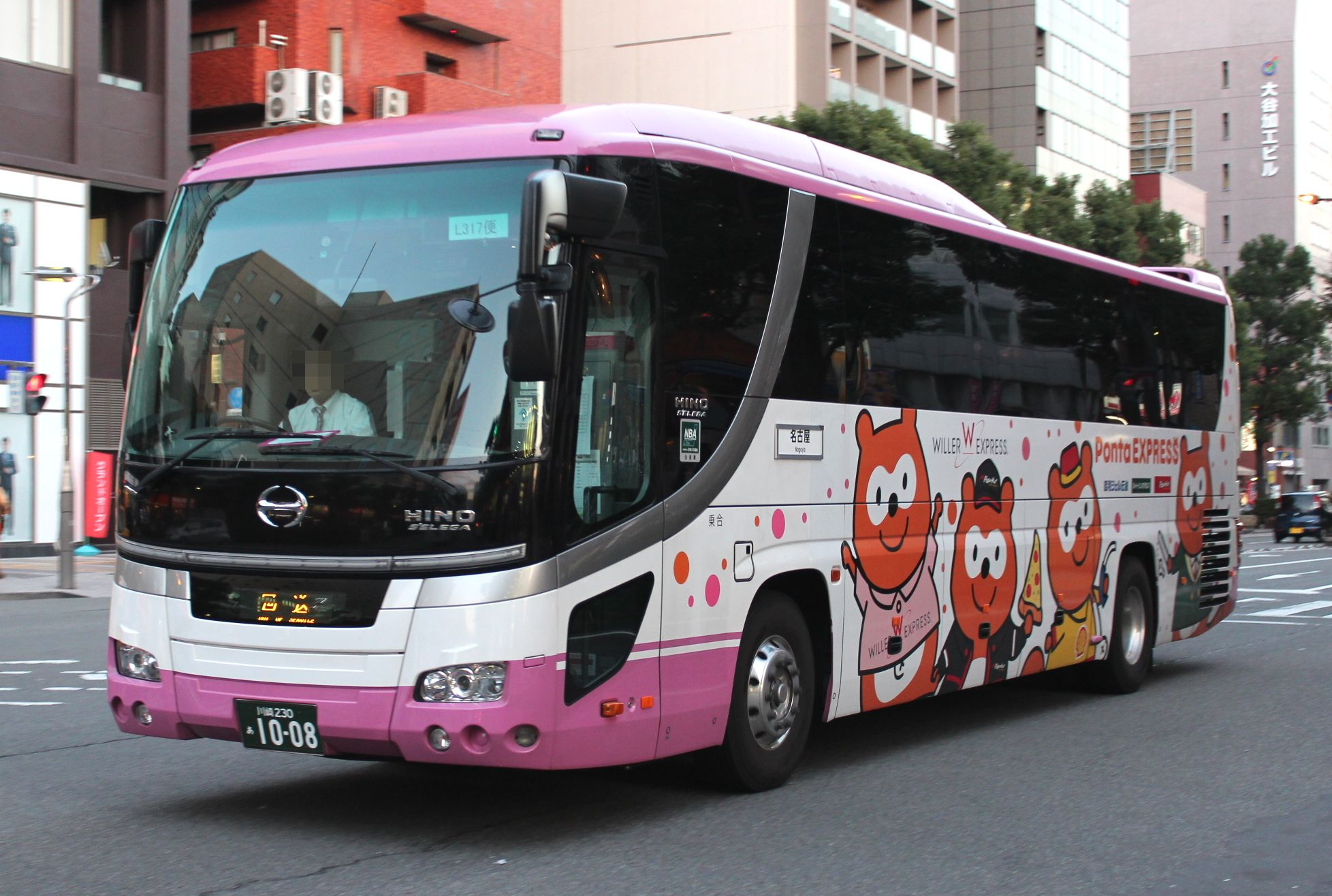
Ponta Expressラッピング施行車（日野・セレガ、ベイラインエクスプレス運行）

WILLER EXPRESS株式会社（ウィラーエクスプレス〈登記上読み：ウイラーエキスプレス〉）は、WILLERグループに属する東京都江東区に本社を置く日本のバス事業者。また同社と「WILLER EXPRESSチーム」によって運行される高速バスの愛称でもある。

## 概要
WILLER EXPRESSは、旅行会社WILLER TRAVEL（旧・株式会社西日本ツアーズ）による貸切バスを使用した募集型企画旅行（ツアーバス）であった。西日本ツアーズ時代の2001年7月に、大阪・東京間の高速ツアーバスの企画・運行を開始した。
その後、2006年夏頃には30路線・74便を運行するツアーバス大手に成長した。
2011年12月からは乗合バス事業（後述）にも参入した。
2013年8月以降は、新高速乗合バス制度への移行に伴い、事業主体がWILLER TRAVELからWILLER GROUPに移り、WILLER TRAVELは引き続きWILLER EXPRESSの乗車券販売業務を行っていた。
2017年6月1日、WILLER TRAVELは親会社のWILLER ALLIANCEに吸収合併され解散、同日にWILLER ALLIANCEは現社名「WILLER」に社名変更、サービス運営主体がWILLER TRAVELからWILLERに変更された。公式ウェブサイトもWILLER運営のものに変更された。
2018年8月、WILLER EXPRESS JAPANと同社が統括する地域子会社（WILLER EXPRESS関東、WILLER EXPRESS東海、WILLER EXPRESS西日本、WILLER EXPRESS東北、WILLER EXPRESS信越、WILLER EXPRESS中国）の7社が、WILLER EXPRESS関東を存続会社として合併し「WILLER EXPRESS株式会社」に社名変更した。
旧ツアーバス運行会社としては珍しく労働組合が組織されており、交通労連を加盟組織としている。

## 運行事業者
運行を直接担当するのはWILLER EXPRESSおよび「WILLER EXPRESSチーム」に属する4事業者の計5事業者で、これに加えて共同運行会社8事業者と、WILLER GROUPから運行委託を受ける事業者が存在する。

### WILLER EXPRESS
2022年3月1日から時刻表等での英字を全て2文字に変更。
- 旧・WILLER EXPRESS関東（時刻表等ではK→WKで記載）
  - 本社・新木場BASE：〒136-0082 東京都江東区新木場1-18-13
  - 本社営業所（2024年1月1日から東京営業所に変更） (WK) ：〒136-0082 東京都江東区新木場1-18-13
- 旧・南部WILLER EXPRESS（南部バスとの合弁会社）→WILLER EXPRESS東北（時刻表等ではB→WBで記載）
  - 仙台営業所 (WB) ：〒983-0013 宮城県仙台市宮城野区中野1-5-21
- 旧・WILLER EXPRESS北信越（時刻表等ではH→WG・WNで記載）
  - 千葉営業所：〒289-1605 千葉県山武郡芝山町大台2566-1
  - 新潟営業所 (WG) ：〒950-0064 新潟県新潟市東区松島2-6-3
  - 長野営業所 (WN) ：〒388-8014 長野県長野市小島田町字北村沖269-1
- 旧・WILLER EXPRESS東海（時刻表等ではT→WTで記載）
  - 名古屋営業所 (WT) ：〒454-0026 愛知県名古屋市港区築盛町1
- 旧・WILLER EXPRESS西日本（時刻表等ではW→WXで記載）
  - 大阪オフィス：〒531-6006 大阪府大阪市北区大淀中1-1-88-600 梅田スカイビルタワーイースト6階
  - 大阪営業所 (WX) ：〒599-8234 大阪府堺市中区土塔町62-3
- 旧・WILLER EXPRESS中国（時刻表等ではC→WHで記載）
  - 広島営業所 (WH) ：〒731-3167 広島県広島市安佐南区大塚西4-9-7
- 池袋営業所：〒171-0021 東京都豊島区西池袋2-30-20 音羽ビル403
- 清水BASE：〒424-0301 静岡県静岡市清水区宍原字木ノ下1438-1

### WILLER EXPRESSチーム
2022年3月1日から時刻表等での英字を全て2文字に変更。
- ニュープリンス高速バス（時刻表等ではP→NPで記載）
  - 本社：〒192-0003 東京都八王子市丹木町2-207-1

ニュープリンス観光バス傘下。本社所在地は同社本社と同一[8]。
- ベイラインエクスプレス（時刻表等ではL→BEで記載）
  - 本社：〒210-0826 神奈川県川崎市川崎区塩浜2-10-1[9]

中日臨海バスとWILLERの合弁会社[9]。
過去の本社所在地は、〒210-0869 神奈川県川崎市川崎区東扇島90（中日臨海バス京浜支社内）。
- 日本高速バス（時刻表等ではJ→JHで記載）
  - 本社：〒597-0093 大阪府貝塚市二色中町6-6
  - 京都営業所：〒610-0300 京都府綴喜郡井手町大字井手小字扇畑42-2
- 大阪さやま交通（時刻表等ではS→SYで記載）
  - 本社：〒589-0013 大阪府大阪狭山市茱萸木（くみのき）3-1381
  - 営業所：〒589-0013 大阪府大阪狭山市茱萸木1-256-1

さやま交通とWILLERの合弁会社。
2015年11月30日まではWILLER EXPRESS関西。同日までの本社所在地は、〒530-0005 大阪府大阪市北区中之島3-2-18住友中之島ビル5階。
2015年12月1日に現社名へ変更、同日に本社移転。

### 共同運行会社
- 京成バス（時刻表等ではKSで記載）
  - 千葉営業所
  - 新習志野高速営業所
- 千葉交通（時刻表等ではCKで記載）
  - 成田営業所
- 東京空港交通
- 国際興業バス（時刻表等ではKKで記載）
  - 池袋営業所
- 帝産観光バス（時刻表等ではTEで記載）
  - 大阪支店
- 丸一観光（時刻表等ではGLで記載）
  - 金沢営業所
  - 七尾営業所
- 伊豆箱根バス（時刻表等ではIHで記載）
  - 三島営業所
- 東海バス（時刻表等ではTBで記載）
  - 沼津営業所
- しずてつジャストライン（時刻表等ではSEで記載）
  - 鳥坂営業所
- 西三交通（時刻表等ではSSで記載）
  - 岡崎営業所
- 祐徳自動車（時刻表等ではYJで記載）
  - 佐賀営業所
  - 西部営業所

過去
- 南部バス→岩手県北自動車南部支社 
2018年12月31日をもって撤退。ただし2019年7月よりWILLERと提携し、WILLER TRAVELのサイトにて「MICHINORI EXPRESS」の販売が行われている。

### 委託運行会社
WILLER GROUPまたはWILLER EXPRESSチームに所属する各事業者に出資している事業者も存在する。
- アリーナ
- 有田鉄道
- イーグルバス
- 伊豆箱根バス
- 岐阜乗合自動車
- kmモビリティサービス
- さやま交通
- 鯱バス
- 中日臨海バス
- 奈良交通
- 日本観光
- ニュープリンス観光バス
- 東日本急行
- 丸一観光
- みちのく観光
- 名鉄観光バス
- ヤサカグループ
  - ヤサカ観光バス
  - 東京ヤサカ観光バス
- ゆきつばき観光

## 主な高速バス路線
- 詳細については、WILLER EXPRESS 時刻表 を参照。

### 千葉・東京 - 秋田線
- 東京ディズニーランド（TDL）・バスタ新宿 → 横手駅西口・大曲駅東口・秋田駅（本社）（運休中）
- 東京ディズニーシー（TDS）・TDL・バスタ新宿 ← 横手駅西口・大曲駅東口・秋田駅（本社）（運休中）

### 千葉・東京 - 山形線
- TDL・バスタ新宿・サンシャインシティ - 山形駅・天童温泉（本社）（運休中）

### 千葉・東京・さいたま - 福島・仙台線
- バスタ新宿 ← 福島駅西口・仙台駅西口（仙台・東日本急行（本社））【昼行】
- バスタ新宿 → 福島駅西口・仙台駅西口・仙台駅東口（仙台・東日本急行（本社））【昼行】
- バスタ新宿 - 仙台駅西口（仙台・東日本急行（本社））【昼行】
- バスタ新宿 → 仙台駅西口・仙台駅東口（仙台）【昼行】
- バスタ新宿・サンシャインシティ - 仙台駅西口（仙台）【昼行】
- 羽田空港・バスタ新宿 → 福島駅西口・仙台駅西口（仙台）【昼行】
- 新木場駅・バスタ新宿 → 福島駅西口・仙台駅西口（仙台）【昼行】
- 新木場駅・バスタ新宿 ← 仙台駅西口・仙台駅東口（仙台）【昼行】
- TDL・バスタ新宿 - 仙台駅西口（仙台）
- TDL・バスタ新宿・サンシャインシティ - 福島駅西口・仙台駅西口（仙台）
- TDL・サンシャインシティ・さいたま新都心バスターミナル - 仙台駅西口・仙台駅東口（仙台）
- TDS・大崎駅・サンシャインシティ → 仙台駅西口（プリンス）
- TDS・大崎駅・バスタ新宿 ← 仙台駅西口（仙台）
- TDS・大手町フィナンシャルシティグランキューブ・バスタ新宿 → 南相馬バスターミナル・仙台駅西口（仙台）
- TDS・大手町フィナンシャルシティグランキューブ ← 南相馬バスターミナル・仙台駅西口（仙台）
- バスターミナル東京八重洲・バスタ新宿 - 福島駅西口・仙台駅西口（仙台）
- 新木場駅・バスタ新宿 ← 仙台駅西口（仙台・東日本急行（本社））
- バスタ新宿・サンシャインシティ → 仙台駅西口（仙台・東日本急行（本社））
- バスタ新宿・サンシャインシティ - 仙台駅西口・泉中央駅（プリンス）

一部の便は東日本急行（本社）に運行を委託している。
南相馬バスターミナル発着系統は東北アクセスに発券業務を委託している。

### 東京 - 長野線
- バスタ新宿 - 東部湯の丸SA・ロイヤルホテル長野・長野小島田・長野駅東口（長野）【昼行】
- バスタ新宿 → 東部湯の丸SA・長野小島田・長野駅東口（長野）【昼行】
- 大崎駅・バスタ新宿 ← 東部湯の丸SA・ロイヤルホテル長野・長野小島田・長野駅東口（長野）【昼行】
- 東京駅（八重洲南口）・バスタ新宿 → 東部湯の丸SA・長野小島田・長野駅東口（長野）【昼行】
- 東京駅（日本橋口）・バスタ新宿 ← 東部湯の丸SA・ロイヤルホテル長野・長野小島田・長野駅東口（長野）【昼行】
- 新木場駅・バスタ新宿 ← 東部湯の丸SA・長野小島田・長野駅東口（長野）【昼行】
- TDS・TDL・大手町フィナンシャルシティグランキューブ・サンシャインシティ - 東部湯の丸SA・長野小島田・長野駅東口（長野）
- TDS・羽田空港（羽田エアポートガーデンバスターミナル）・川崎駅・バスタ新宿 - 東部湯の丸SA・長野小島田・長野駅東口（長野）

東京駅発着系統はジェイアールバス関東に発券業務を委託している。

### 千葉・東京・さいたま - 長岡・新潟線

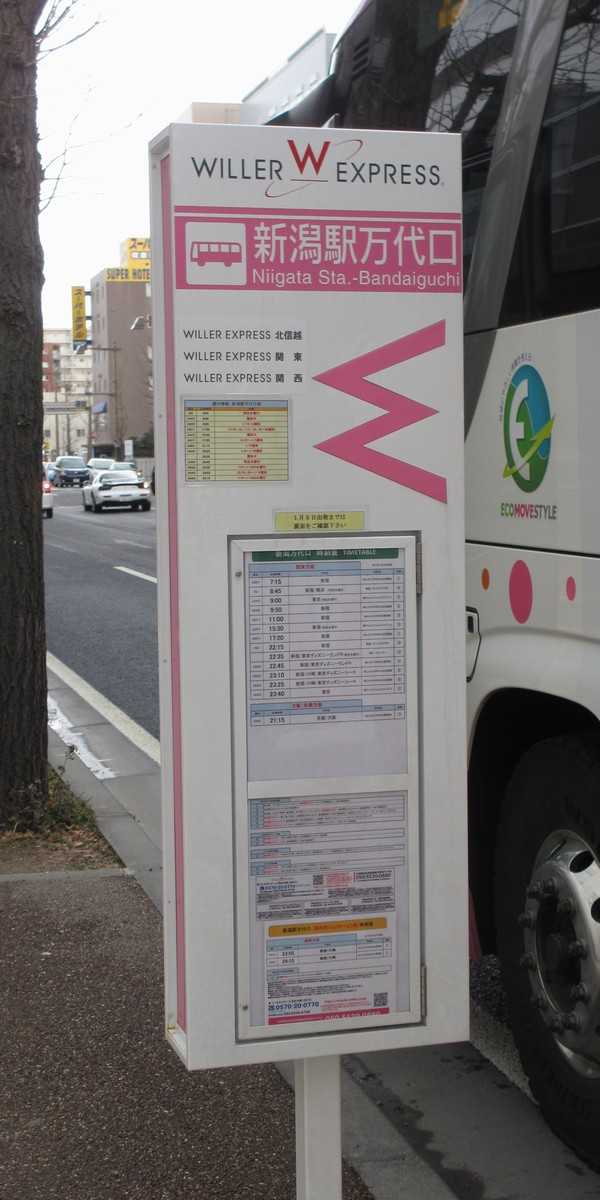
WILLER EXPRESS 新潟駅万代口バス停

- 東京駅（八重洲南口）・バスタ新宿 → 燕三条駅三条口・新潟駅南口（新潟）【昼行】
- バスタ新宿 ← 長岡駅大手口・新潟駅南口（新潟）【昼行】
- 新木場駅・バスタ新宿 → 長岡駅大手口・新潟駅南口（新潟）【昼行】
- 新木場駅・バスタ新宿 ← 新潟駅南口（新潟）【昼行】
- 東京駅（八重洲南口）・バスタ新宿 → 燕三条駅三条口・新潟駅南口（新潟）
- TDS・サンシャインシティ ← 燕三条駅三条口・新潟駅南口（新潟）
- TDL・サンシャインシティ・さいたま新都心バスターミナル → 新潟駅南口（新潟）
- TDL・バスタ新宿 → 長岡駅大手口・新潟駅南口（新潟）
- TDS・バスタ新宿・さいたま新都心バスターミナル ← 長岡駅大手口・新潟駅南口（新潟）
- TDL・TDS・東京駅（鍛冶橋） → 新潟大学前・新潟駅南口（新潟）
- TDL・東京駅（日本橋口）・サンシャインシティ ← 燕三条駅三条口・新潟大学前・新潟駅南口（新潟）
- TDL・大崎駅・バスタ新宿 ← 巻潟東IC・鳥原BS・新潟大学前・新潟駅南口（新潟）

東京駅発着系統はジェイアールバス関東に発券業務を委託している。

### 成田シャトル

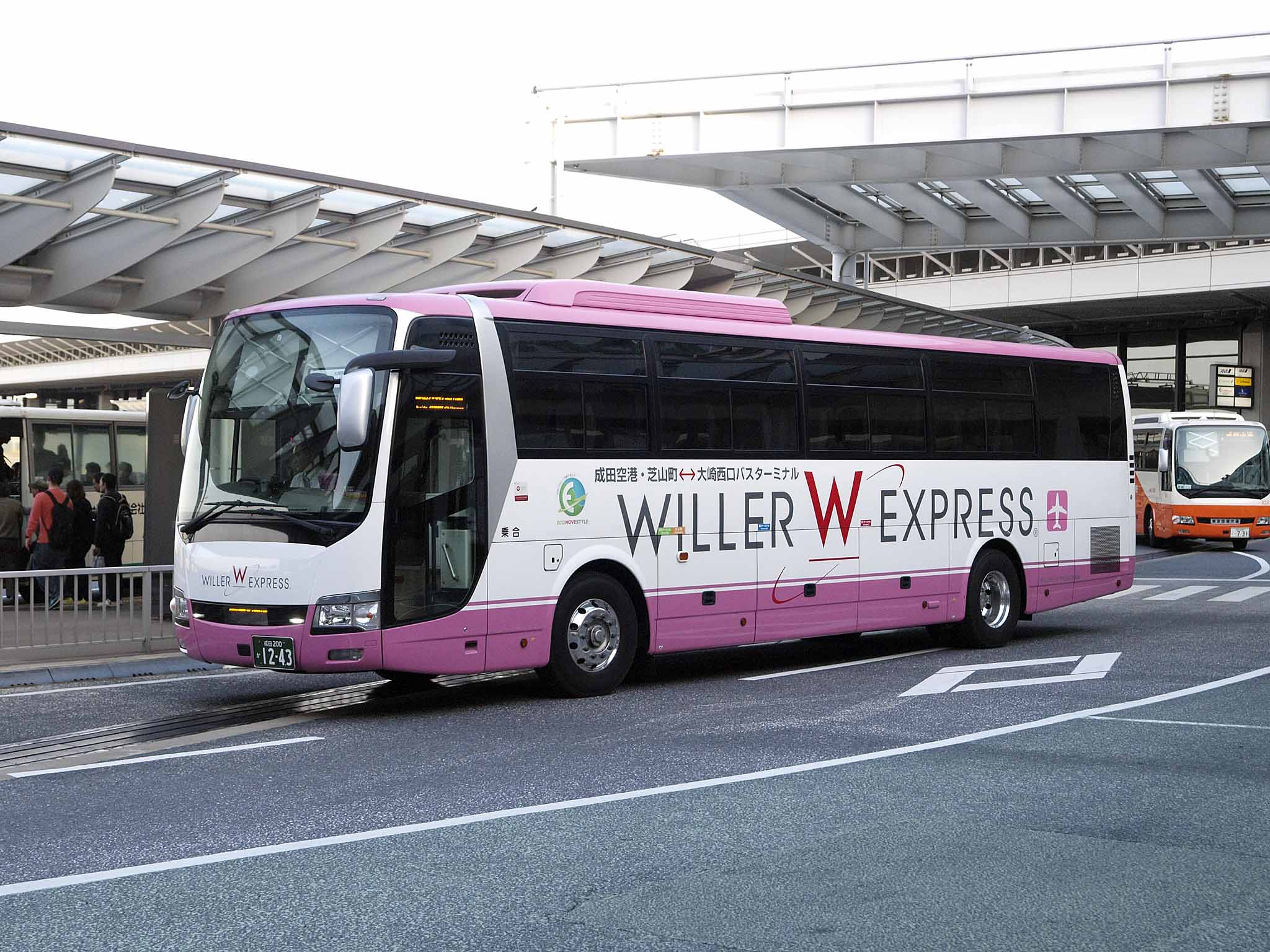
成田シャトル用の三菱ふそう・エアロエース

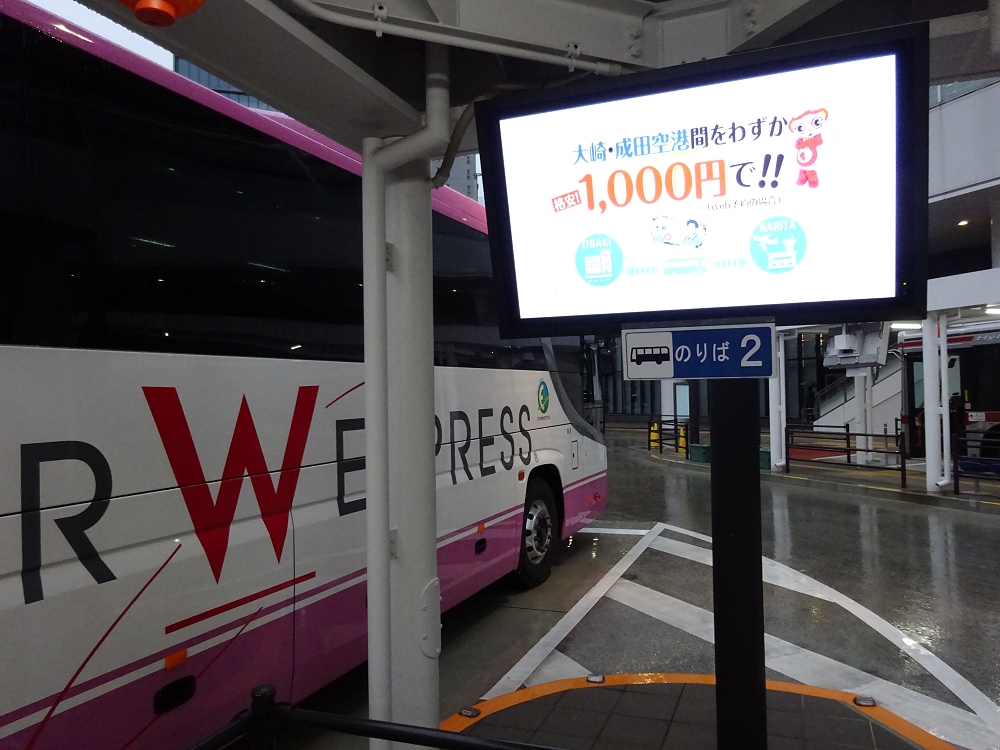
成田シャトルが発着する大崎駅西口バスターミナル

- 大崎駅 - 成田空港・芝山町役場（本社・千葉・京成バス（新習志野・千葉）・千葉交通（成田））【昼行】

大崎駅西口バスターミナルを起点とする路線であり、東京の西側と成田空港を結ぶバスである。2016年10月31日に運行を開始した。大崎 - 成田空港間の所要時間は最短75分で、運賃は片道1300円であるが、事前予約をすると1000円に割り引かれる。後述する池袋線の運行開始以降は「成田シャトル大崎線」とも称する。
同路線は、成田空港東側の芝山町にも乗り入れており、芝山町役場が終点となっている。開業にあわせ、WILLER EXPRESSは芝山町に営業所を開設して運用にあたっているほか、一部の便は京成バス、千葉交通が担当している。
成田シャトルを運行するWILLER EXPRESSは、開業と同時にエアロエースの専用車両を導入した。トイレは設置しておらず、座席レイアウトはかつての「東京シャトル」（現：エアポートバス東京・成田）と同じであるが、独自デザインのシートを装備している。
千葉営業所（芝山町）以外の運用においては、従来の都市間高速バス車両が使用され、「リラックス」と呼ばれるフード付き座席で運行される便がある。千葉交通は開業後にセレガのトイレ無し専用車両を2台導入している。
京成バス・千葉交通担当便に限り、交通系ICカード全国相互利用サービス対応のICカードが利用できる。
2020年12月現在、全便運休中。

### 成田シャトル池袋線
- 池袋駅西口 - 成田空港（本社・京成バス（千葉）・国際興業バス（池袋）・東京空港交通）【昼行】

池袋駅西口バスターミナルを起点とする路線であり、東京の西側と成田空港を結ぶバスである。2022年8月1日に運行を開始した。池袋 - 成田空港間の所要時間は最短80分で、運賃は片道1900円であるが、席数限定の早得プランで事前予約をすると1500円に割り引かれる。
同路線は、一部の便を京成バス、国際興業バス、東京空港交通（かつてはリムジン・パッセンジャーサービス）が担当している。

### 成田シャトル新木場線
- 新木場駅前 ‐ 成田空港・芝山町 [昼行]

2025年3月1日から走り出したウィラーエクスプレスのみの運行路線であり、東京営業所が担当する。1日2往復となっており値段は1700円(空港まで)1900円(芝山まで)となっている。事前予約をすると300円安くなる。

### 成田空港・千葉・東京 - 富山・高岡・金沢・羽咋・七尾・小松・福井線
- TDL・東京駅（鍛冶橋）・バスタ新宿 →  富山駅北口・高岡駅南口・金沢駅西口（プリンス）
- TDL・バスターミナル東京八重洲・サンシャインシティ ← 富山駅北口・金沢駅西口（プリンス）
- TDS・東京駅（鍛冶橋） -  富山駅北口・高岡駅南口・金沢駅西口（丸一（金沢））
- TDL・バスタ新宿 -  高岡砺波SIC・金沢駅西口・羽咋駅・和倉温泉駅・七尾駅・丸一観光七尾営業所（丸一（七尾））

従来、「グリーンライナー」を運行していた丸一観光がWILLERと業務提携を結んだことにより、2022年7月14日に「グリーンライナー」を「WILLER EXPRESS」へ統合。これにより、同路線は丸一観光（2往復）、ニュープリンス観光バス（1往復）の2事業者による夜行3往復（うち1往復（丸一観光）が能登エリア発着）体制となる。

### 三島羽田シャトル
- 新木場駅・羽田空港（羽田エアポートガーデンバスターミナル）・YCAT - 三島駅北口・三島駅南口・三島大場（伊豆箱根バス三島営業所）（長野・伊豆箱根バス（三島）・東海バス（沼津））【昼行】

羽田空港から三島市を経由して伊豆半島へ、あるいは三島市から横浜市や東京都といった首都圏各地へ の利用が想定され、当路線が地域の起爆剤となることが期待されている。
当初は2020年4月21日運行開始予定だったが、新型コロナウイルス感染症の流行、改正・新型インフルエンザ等対策特別措置法32条による緊急事態宣言発令と、これに伴う羽田エアポートガーデンの開業延期により延期された。
2023年7月21日に全区間の運行を再開した

### 羽田空港・横浜 - 静岡線
- 羽田空港（羽田エアポートガーデンバスターミナル）・元町・中華街・横浜人形の家・みなとみらい横浜ベイホテル東急・YCAT - 永楽町[21]・押切・大内観音入口・瀬名川西・古庄・沓谷・三松・新静岡・静岡駅前（しずてつジャストライン（鳥坂））【昼行】

従来の横浜 - 静岡線（しずてつジャストライン）を羽田空港まで延長し、WILLER EXPRESSが参入する形で運行される。
当初は2020年4月21日運行開始予定だったが、新型コロナウイルス感染症の流行、改正・新型インフルエンザ等対策特別措置法32条による緊急事態宣言発令と、これに伴う羽田エアポートガーデンの開業延期により延期された。
2022年3月19日に、元町・中華街・横浜人形の家 - 静岡駅前間の運行を再開（土曜・日曜・祝日のみの運行）。
2023年1月31日に全区間の運行を再開した

### 千葉・横浜・川崎・東京 - 浜松・岡崎・名古屋・四日市・津・伊勢線
- 新木場駅・大手町フィナンシャルシティグランキューブ・バスターミナル東京八重洲 → 新豊田駅東口・名古屋[24]・東岡崎駅南口（西三）【昼行】
- 新木場駅・バスターミナル東京八重洲・大手町フィナンシャルシティグランキューブ ← 新豊田駅東口・名古屋（西三）【昼行】
- バスターミナル東京八重洲・YCAT - 豊橋駅東口・東岡崎駅南口（西三）【昼行】
- バスタ新宿 - 名古屋（本社・名古屋・プリンス・ベイライン）【昼行】
- バスタ新宿 ← 愛・地球博記念公園・名古屋（名古屋）【昼行】
- バスターミナル東京八重洲・YCAT → 名古屋（ベイライン）【昼行】
- 新木場駅・バスタ新宿 → 名古屋（名古屋）【昼行】
- 新木場駅・バスタ新宿 → 愛・地球博記念公園・名古屋（名古屋）【昼行】
- 川崎駅・バスタ新宿 → 名古屋（ベイライン）【昼行】
- YCAT・バスターミナル東京八重洲 ← 名古屋（ベイライン）【昼行】
- YCAT・バスタ新宿 ← 名古屋（ベイライン）【昼行】
- TDL・TDS・サンシャインシティ → アクトシティ浜松（浜松駅）・豊橋駅東口・東岡崎駅南口（西三）
- TDS・TDL・サンシャインシティ ← アクトシティ浜松（浜松駅）・豊橋駅東口・東岡崎駅南口（西三）
- TDL・バスタ新宿 ← 藤が丘駅・名古屋（名古屋）
- TDL・バスタ新宿・池袋駅西口 → 名古屋（名古屋）
- TDL・バスタ新宿・池袋駅西口 ← 金山駅北口・名古屋（名古屋）
- TDS・バスタ新宿 ← 名古屋（名古屋）
- TDS・大崎駅 → 藤が丘駅・名古屋（名古屋）
- TDS・大崎駅 → 金山駅北口・名古屋（名古屋）
- TDS・大崎駅・バスタ新宿 - 名古屋（名古屋）
- TDL・東京駅（鍛冶橋） - 名古屋（名古屋）
- TDS・東京駅（鍛冶橋） - 新豊田駅東口・栄・名古屋（名古屋）
- TDS・大手町フィナンシャルシティグランキューブ → 金山駅北口・名古屋（本社）
- バスターミナル東京八重洲・川崎駅・新横浜駅北口 - 名古屋（ベイライン）
- 大手町フィナンシャルシティグランキューブ・バスタ新宿 → 名古屋（名古屋）
- 大手町フィナンシャルシティグランキューブ・バスタ新宿・池袋駅西口 ← 名古屋（本社）
- サンシャインシティ・バスタ新宿 - 名古屋（プリンス）
- 大崎駅・YCAT・町田ターミナル - 金山駅北口・名古屋（ベイライン）
- 西国分寺駅・バスターミナル東京八重洲 - 名古屋（プリンス）
- 川崎駅・東京駅（鍛冶橋） - 東岡崎駅南口・名古屋・なばなの里（上り便のみ）・ナガシマリゾート（ベイライン）
- YCAT・バスタ新宿 - 近鉄四日市駅・白子駅西口・津駅東口・松阪駅北口・伊勢市駅前・伊勢シーパラダイス・ホテルキャッスルイン伊勢夫婦岩（ベイライン）

### 千葉・東京・川崎・横浜・甲府 - 京都・大阪・堺・神戸・姫路・和歌山・福知山・宮津・天橋立・豊岡・城崎温泉線
- サンシャインシティ → 京都駅八条口・WBT大阪梅田（大阪）【昼行】
- バスタ新宿・YCAT ← 京都駅八条口・WBT大阪梅田（大阪）【昼行】
- 新浦安（東京ベイ東急ホテル）・大崎駅・バスタ新宿 → WBT大阪梅田・OCAT（大阪）
- TDL・東京駅（鍛冶橋） → 京都駅八条口・WBT大阪梅田（本社）
- TDL・東京駅（鍛冶橋）・川崎駅 → 京都駅八条口・WBT大阪梅田（さやま）
- TDL・バスタ新宿・YCAT → 祇園四条駅・WBT大阪梅田・天王寺公園（さやま）
- TDL・バスタ新宿・サンシャインシティ ← 祇園四条駅・WBT大阪梅田・天王寺公園（さやま）
- TDL・サンシャインシティ → 京都駅八条口・WBT大阪梅田・天王寺公園（さやま）
- TDL・池袋駅西口 ← 京都駅八条口・WBT大阪梅田（大阪）
- TDL・大手町フィナンシャルシティグランキューブ・バスタ新宿 ← 京都駅八条口・WBT大阪梅田（大阪）
- TDS・バスタ新宿・YCAT → 京都駅八条口・WBT大阪梅田（大阪）
- TDS・TDL・大崎駅 ← 京都駅八条口・WBT大阪梅田・OCAT（帝産）
- TDS・サンシャインシティ・バスタ新宿 ← WBT大阪梅田・OCAT（本社）
- TDL・東京駅（鍛冶橋） → 京都駅八条口・WBT大阪梅田・堺駅西口（さやま）
- TDL・大崎駅 ← 祇園四条駅・WBT大阪梅田・堺駅西口（さやま）
- TDS・大手町フィナンシャルシティグランキューブ・バスタ新宿・池袋駅西口 → 京都駅八条口・WBT大阪梅田・堺駅西口（さやま）
- TDS・バスタ新宿・池袋駅西口 ← WBT大阪梅田・堺駅西口（さやま）
- TDL・東京駅（鍛冶橋） → 神戸三宮・明石駅北口・姫路駅南口（本社）
- TDL・サンシャインシティ・バスタ新宿 ← 神戸三宮・明石駅北口・姫路駅南口（本社）
- TDL・東京駅（鍛冶橋） → WBT大阪梅田・和歌山駅西口（本社）
- TDL・東京駅（鍛冶橋） ← 桃山台駅・WBT大阪梅田・和歌山駅西口（本社）
- バスターミナル東京八重洲・西国分寺駅・八王子駅南口・甲府駅南口 → 京都駅八条口・桃山台駅・WBT大阪梅田（プリンス）
- 東京駅（鍛冶橋）・大崎駅 - 京都駅八条口・福知山駅北口・宮津駅・天橋立駅・豊岡駅・城崎温泉駅（プリンス）（運休中）
- 東京駅（鍛冶橋）・YCAT ← 祇園四条駅・WBT大阪梅田・ユニバーサルスタジオジャパン（USJ）・リーベルホテル アット ユニバーサル・スタジオ・ジャパン（桜島駅）（大阪）
- 大崎駅・バスターミナル東京八重洲・新横浜駅北口 → WBT大阪梅田・USJ・リーベルホテル アット ユニバーサル・スタジオ・ジャパン（桜島駅）（帝産）
- 新木場駅・東京駅（鍛冶橋） → 京都駅八条口・WBT大阪梅田・USJ・リーベルホテル アット ユニバーサル・スタジオ・ジャパン（桜島駅）（大阪）
- バスタ新宿 ← WBT大阪梅田・USJ・リーベルホテル アット ユニバーサル・スタジオ・ジャパン（桜島駅）（大阪）
- 大手町フィナンシャルシティグランキューブ・バスターミナル東京八重洲・サンシャインシティ → 京都駅八条口・WBT大阪梅田・OCAT（大阪）
- サンシャインシティ・大手町フィナンシャルシティグランキューブ ← WBT大阪梅田・OCAT（大阪）
- サンシャインシティ・大手町フィナンシャルシティグランキューブ ← WBT大阪梅田・天王寺公園（大阪）
- サンシャインシティ・バスタ新宿 ← 京都駅八条口・WBT大阪梅田・USJ・リーベルホテル アット ユニバーサル・スタジオ・ジャパン（桜島駅）（大阪）
- 西国分寺駅・バスタ新宿・高尾駅南口・甲府駅南口 ← 京都駅八条口・高速長岡京・桃山台駅・WBT大阪梅田・USJ・リーベルホテル アット ユニバーサル・スタジオ・ジャパン（桜島駅）（プリンス）
- YCAT・バスタ新宿 - WBT大阪梅田・USJ・神戸三宮（ベイライン）

### 千葉・東京 - 岡山・倉敷・福山・広島線
- TDL・バスタ新宿 → 岡山駅西口・倉敷駅北口（本社）
- TDS・TDL・バスタ新宿 ← 岡山駅西口・倉敷駅北口（本社）
- バスタ新宿 - 東福山駅南口・広島駅北口（バスステーション広島駅北口）・広島バスセンター（広島）

### 東京 - 米子・松江・出雲線
- バスタ新宿 → 米子駅南口・松江駅北口・出雲市駅南口・出雲大社（ベイライン）
- バスタ新宿 ← 米子駅南口・松江駅北口・出雲市駅南口（ベイライン）

### 大阪・京都 - 長岡・新潟線
- リーベルホテル アット ユニバーサル・スタジオ・ジャパン（桜島駅）・USJ・WBT大阪梅田・京都駅八条口 → 長岡駅大手口・新潟駅南口（さやま）
- リーベルホテル アット ユニバーサル・スタジオ・ジャパン（桜島駅）・USJ・WBT大阪梅田・京都駅八条口 ← 長岡駅大手口・新潟駅南口・新潟港（さやま）

### 大阪・京都 - 四日市・名古屋・岡崎線
- OCAT・京都駅八条口 - ナガシマリゾート（大阪）【昼行】
- WBT大阪梅田 - 名古屋[25]（大阪）【昼行】
- WBT大阪梅田 → 名古屋・愛・地球博記念公園（大阪）
- WBT大阪梅田 ← 愛・地球博記念公園・名古屋（大阪）
- WBT大阪梅田 - ナガシマリゾート・名古屋（大阪）【昼行】
- WBT大阪梅田・桃山台駅・高速長岡京 - 名古屋（大阪）【昼行】
- OCAT・WBT大阪梅田 - 名古屋（大阪）【昼行】
- OCAT・WBT大阪梅田・桃山台駅 - 名古屋（大阪）【昼行】
- リーベルホテル アット ユニバーサル・スタジオ・ジャパン（桜島駅）・WBT大阪梅田 - 名古屋・東岡崎駅南口（西三）【昼行】
- リーベルホテル アット ユニバーサル・スタジオ・ジャパン（桜島駅）・USJ・WBT大阪梅田 - 名古屋・新豊田駅東口（西三）【昼行】
- リーベルホテル アット ユニバーサル・スタジオ・ジャパン（桜島駅）・USJ・WBT大阪梅田・桃山台駅 → 近鉄四日市駅・名古屋（名古屋）
- リーベルホテル アット ユニバーサル・スタジオ・ジャパン（桜島駅）・USJ・WBT大阪梅田 ← 近鉄四日市駅・名古屋（名古屋）
- リーベルホテル アット ユニバーサル・スタジオ・ジャパン（桜島駅）・USJ・WBT大阪梅田・桃山台駅・高速長岡京 → 栄・金山駅北口・名古屋（大阪）
- WBT大阪梅田・桃山台駅・高速長岡京 ← 栄・金山駅北口・名古屋（大阪）

### 大阪・京都 - 浜松・静岡・三島・沼津線
- リーベルホテル アット ユニバーサル・スタジオ・ジャパン（桜島駅）・USJ・WBT大阪梅田・京都駅八条口 - アクトシティ浜松（浜松駅）・東静岡駅南口・三島駅北口・沼津駅北口（大阪）
- リーベルホテル アット ユニバーサル・スタジオ・ジャパン（桜島駅）・USJ・WBT大阪梅田・京都駅八条口 - アクトシティ浜松（浜松駅）・東静岡駅南口（大阪）

### 京都・大阪・神戸 - 福山・広島線
- 京都駅八条口・WBT大阪梅田 - バスステーション広島駅北口・広島バスセンター（広島・日本高速）【昼行】
- 京都駅八条口・WBT大阪梅田 → 東福山駅南口・バスステーション広島駅北口・広島バスセンター・八丁堀（広島）【昼行】
- 祇園四条駅・WBT大阪梅田 → 東福山駅南口・バスステーション広島駅北口・広島バスセンター（広島）
- 京都駅八条口・WBT大阪梅田 ← 東福山駅南口・バスステーション広島駅北口・広島バスセンター（広島）
- USJ・WBT大阪梅田・神戸三宮 → 西条駅南口・広島大学・バスステーション広島駅北口・広島バスセンター（広島）
- WBT大阪梅田・USJ・神戸三宮 ← 西条駅南口・広島大学・バスステーション広島駅北口・広島バスセンター（広島）

### 大阪 - 米子・松江・出雲線
- WBT大阪梅田 - 米子駅南口・松江駅北口・出雲市駅南口（帝産）【昼行】
- WBT大阪梅田 - 蒜山高原（道の駅風の家）・米子駅南口・松江駅北口・出雲市駅南口（帝産）【昼行】（3月1日 - 11月30日のみ）
- USJ・WBT大阪梅田 - 米子駅南口・松江駅北口・出雲市駅南口（帝産）【昼行】
- WBT大阪梅田 → 米子駅南口・松江駅北口・出雲市駅南口（帝産）
- USJ・WBT大阪梅田 ← 米子駅南口・松江駅北口・出雲市駅南口（帝産）

ユニバーサル・スタジオ・ジャパン、WILLERバスターミナル大阪梅田を起点とする路線であり、関西と山陰エリアを結ぶを結ぶバスである。2022年7月28日（出雲・松江・米子発は7月29日）に運行開始。同路線は帝産観光バスが担当し、3往復（うち大阪（梅田）発1本が夜行）体制となる。これにより、山陰方面は東京（新宿） - 米子・松江・出雲線（ベイラインエクスプレス）とあわせて2路線体制となる。2023年8月1日からは3往復（うち1往復が夜行）体制となった。2024年9月1日からは蒜山高原（道の駅風の家）への乗り入れを開始した（1往復のみ。12月1日 - 2月末日は経由しない）。

### 京都・大阪・神戸 - 松山線
- 京都駅八条口・WBT大阪梅田・USJ・神戸三宮 - 松山一番町（日本高速）

### 京都・大阪・神戸 - 小倉・博多・佐賀線
- 京都駅八条口・WBT大阪梅田 - 小倉駅（小倉駅新幹線口バスターミナル）・博多バスターミナル（日本高速）
- WBT大阪梅田・USJ・神戸三宮 - 小倉駅（小倉駅新幹線口バスターミナル）・博多バスターミナル（日本高速）
- USJ・WBT大阪梅田 → 小倉駅（小倉駅新幹線口バスターミナル）・西鉄天神高速バスターミナル・博多バスターミナル・基山PA・金立SA・佐賀駅バスセンター（祐徳）
- USJ・WBT大阪梅田 ← 西鉄天神高速バスターミナル・博多バスターミナル・基山PA・金立SA・佐賀駅バスセンター（祐徳）

日本高速バスと祐徳自動車の共同運行で、佐賀発着となる祐徳担当分は佐賀営業所と西部営業所で隔日交互に運行する。

#### 広島 - 小倉・博多・佐賀線
- バスステーション広島駅北口 - 広島バスセンター - 小倉駅（小倉駅新幹線口バスターミナル）・西鉄天神高速バスターミナル・博多バスターミナル・基山PA・金立SA・佐賀駅バスセンター（祐徳）

開設当初4往復(昼行3・夜行1)運行し、西部営業所と佐賀営業所が２往復ずつ担当したが、現在の昼行1・夜行1になってからは佐賀営業所のみで運行している。
上記2路線は佐賀県を起点に関西・中国エリアへ運行する路線である。祐徳自動車にとってはかささぎ号廃止後19年ぶりの高速バス路線であり、初の夜行高速バスとなる。

## 路線バス

### 現行路線

#### IKEBUS

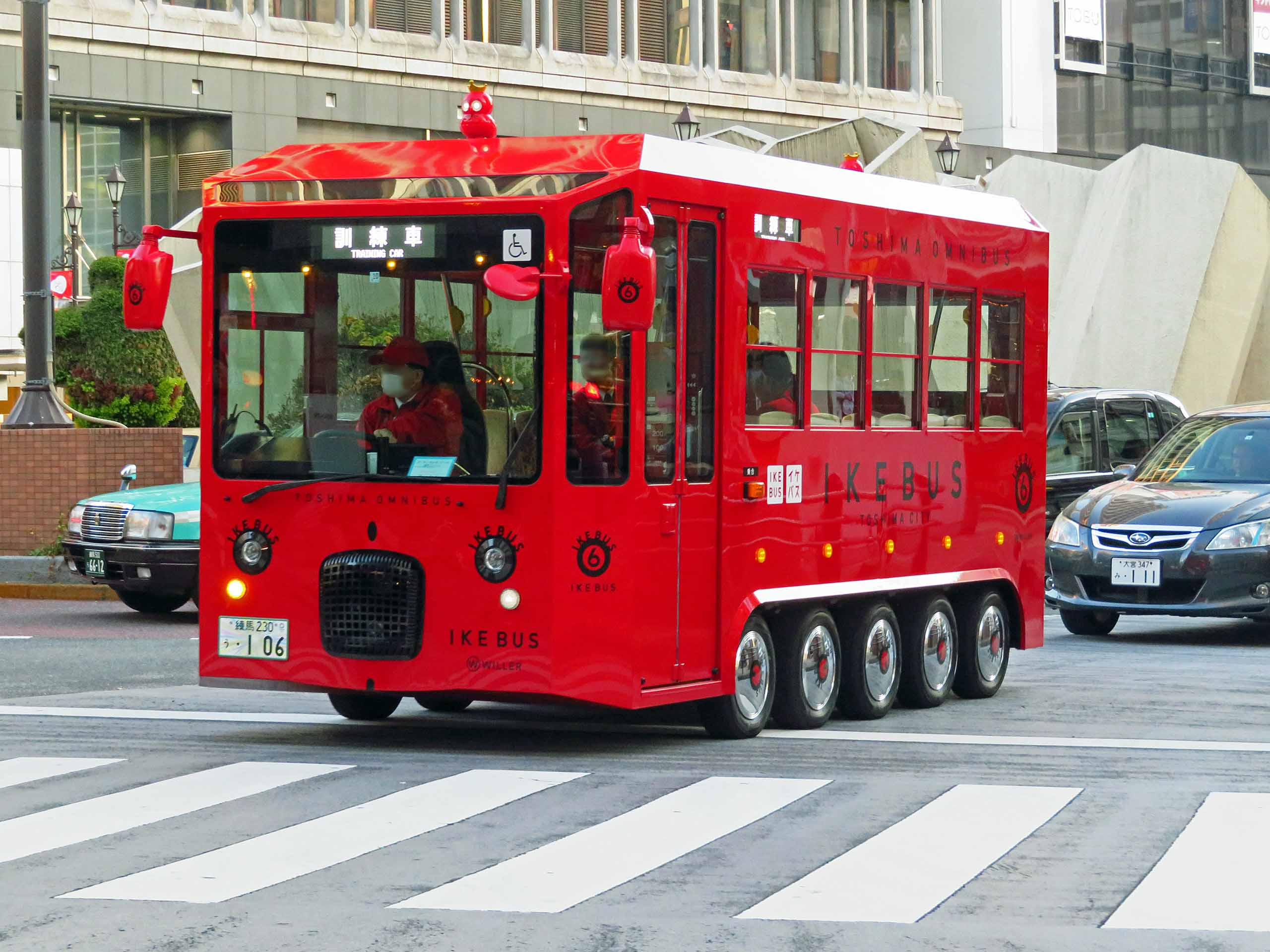
訓練運転中のIKEBUS(池袋駅西口にて)

- Aルート：池袋駅東口→Hareza池袋→南池袋公園→東池袋駅→サンシャインシティ（北→西）→東池袋駅→豊島区役所→南池袋公園→池袋駅東口
- Bルート：池袋駅西口→Hareza池袋→サンシャインシティ西→Hareza池袋→池袋駅西口

2019年11月27日、路線バスとして運行開始。WILLER EXPRESS池袋営業所による運行。
池袋駅（西口・東口）からHareza池袋・サンシャインシティ・豊島区役所等を循環する2ルートを設定。車両はシンクトゥギャザー製の10輪小型電気バス・eCOM-10を使用し、最高時速19kmで各ルートを35～38分で循環する。

### 廃止路線
いずれも、WILLER EXPRESS西日本（当時）による運行。

#### WILLER EXPRESS 大阪梅田・京都駅 - 大阪南港路線
- 大阪南港 - WILLERバスターミナル大阪梅田 - 京都駅八条口

2011年12月22日から運行開始。
京都および大阪梅田と、大阪南港のフェリー乗り場（南港フェリーターミナル、コスモフェリーターミナル、かもめフェリーターミナル）を、途中の停車停留所なしで直結する路線で、各航路の発着時刻に合わせて運行される。バスのみの利用のほか、大阪南港を発着するフェリー各社と提携し、各フェリーを含めたパッケージツアーも販売していた。
開業当初から2012年8月頃までは、京都⇔梅田間のみの利用はできなかった。
2014年3月31日をもって南港フェリーターミナル、コスモフェリーターミナルを結ぶ便は休止、残るかもめフェリーターミナル発着便も同年9月30日をもって廃止となった。
使用車種はかつてのツアーバス時代、夜行便で使われた大宇バスBX212型コンビ車（前方リラックス・後方プレミアム。どちらのシートに座っても割増、割引は無い）が使われていた。

#### なんば ‐ 梅田路線
- OCAT ‐ WILLERバスターミナル大阪梅田

2012年6月1日運行開始。前日まで当時のツアーバス専用車両及び観光バス車両で運行されていたシャトルバスを一般路線バスに転換した。2014年7月31日をもって運行終了。

#### USJ ‐ 梅田路線
- ユニバーサル・スタジオ・ジャパン ‐ WILLERバスターミナル大阪梅田

2013年7月31日運行開始。2014年7月31日をもって運行終了。

## STAR EXPRESS
上記の委託運行会社によって運行される格安便のブランド名であり、WILLERカラーの専用車両ではなく通常の観光バス車両が使用される。
但し、ベイラインエクスプレスでは、親会社である中日臨海バスの貸切車を転籍させた上で自社運行を行っているほか、日本高速バスも独自の専用車両を導入した上で自社運行を行っている（塗装は親会社の日本観光のカラーリングをアレンジしたもの）。
過去にははWILLER EXPRESS北信越による自社運行便も存在したほか（前身であるアリーナがツアーバス時代に使用していた車両を転用していた）、南部バス→岩手県北自動車南部支社による自社運行便も存在した。ツアーバス時代には元シリウス号用車両を転用した「STAR EXPRESS frontier」が運行されていた。
運用時は通常、WILLER EXPRESS便（所定便）ではワンマン乗務の便であっても、原則ツーマン運行（運転席側最前部2席が交代要員席として割り当てられている）。一部乗降地の予約が出来ないなどの制限がある。

## 車両

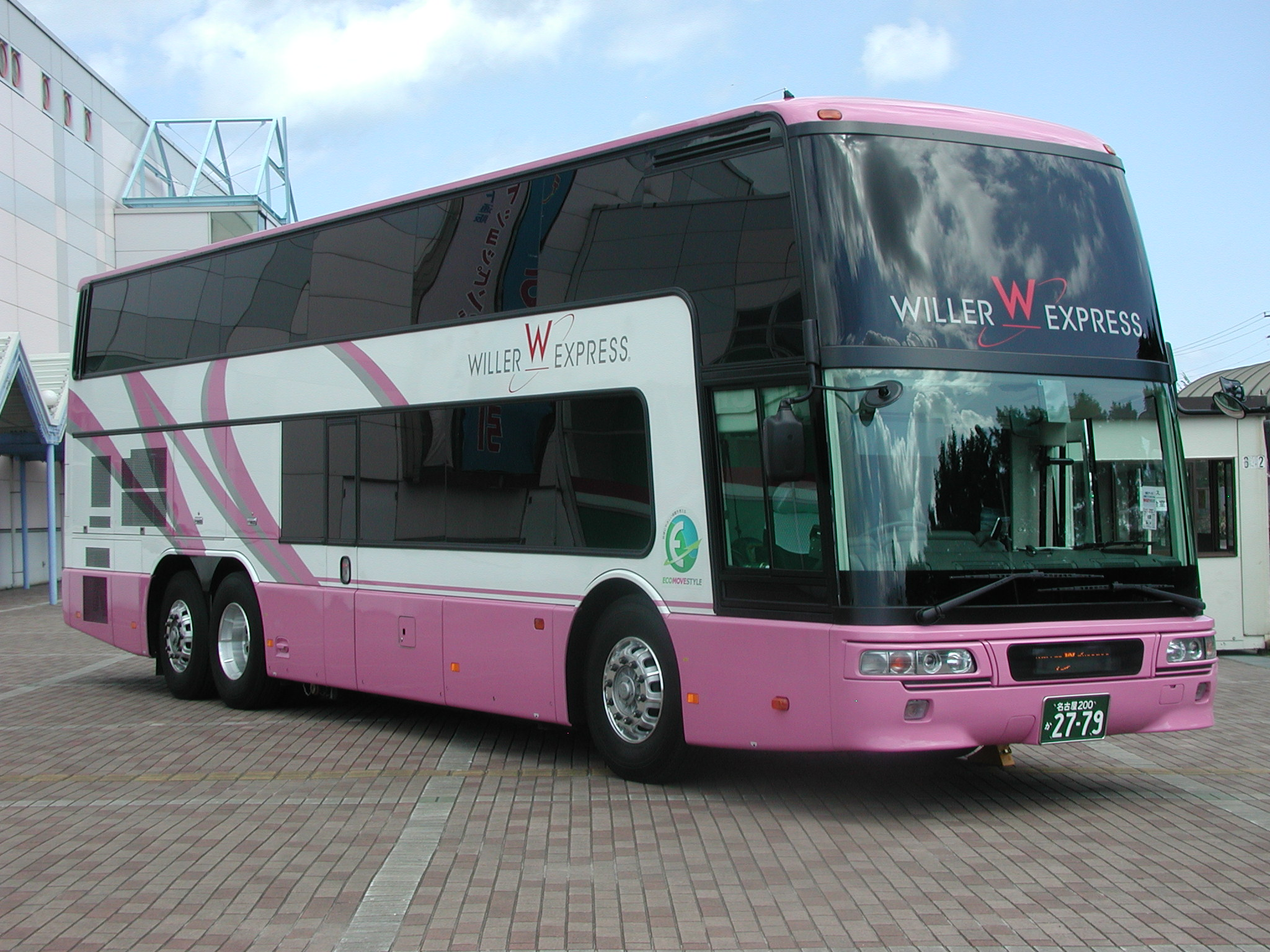
三菱ふそう・エアロキング「バリュー」（WILLER BUS東海（現：WILLER EXPRESS東海名古屋営業所））

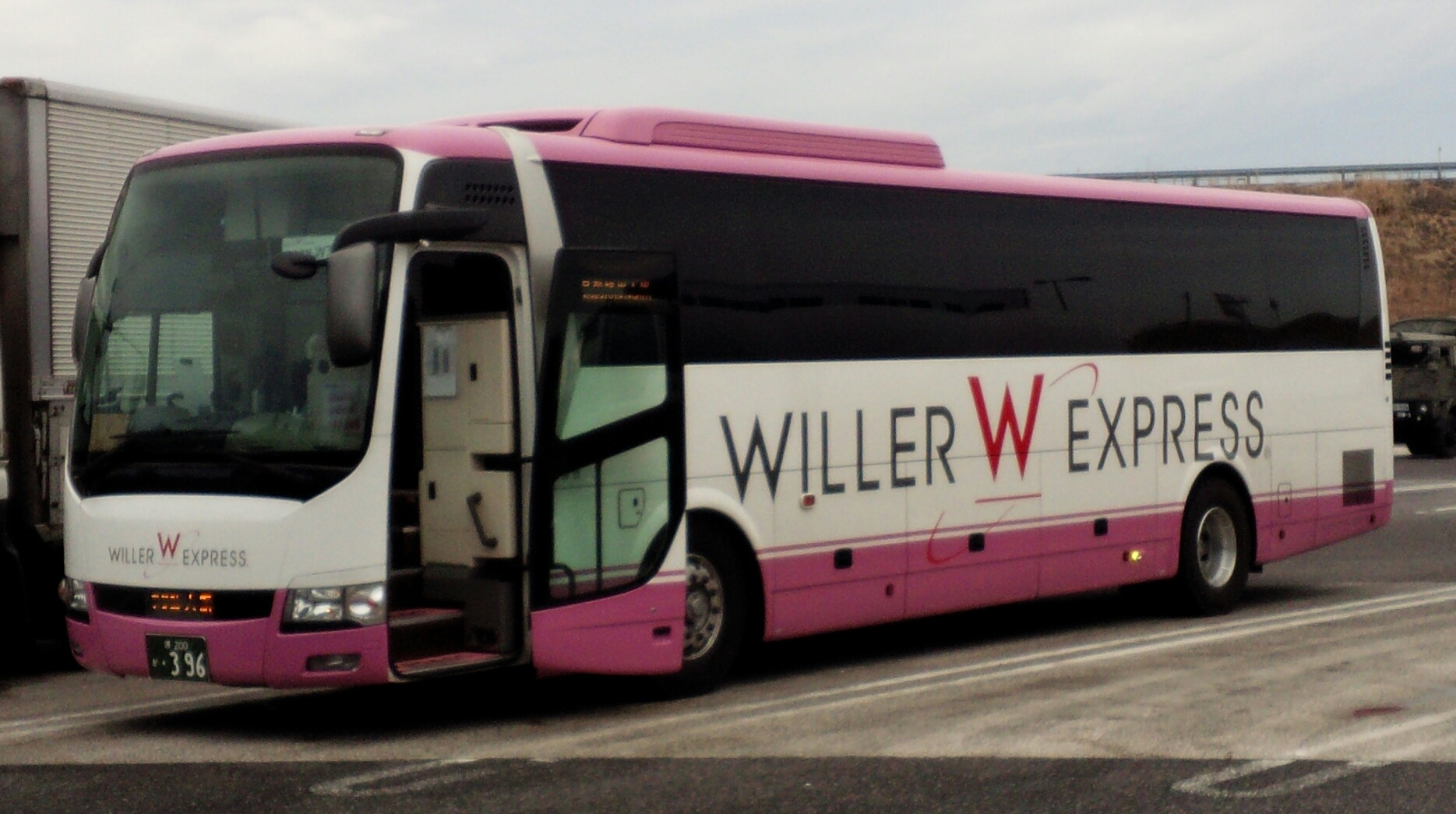
三菱ふそう・エアロエース「ボーテ」（WILLER EXPRESS西日本）

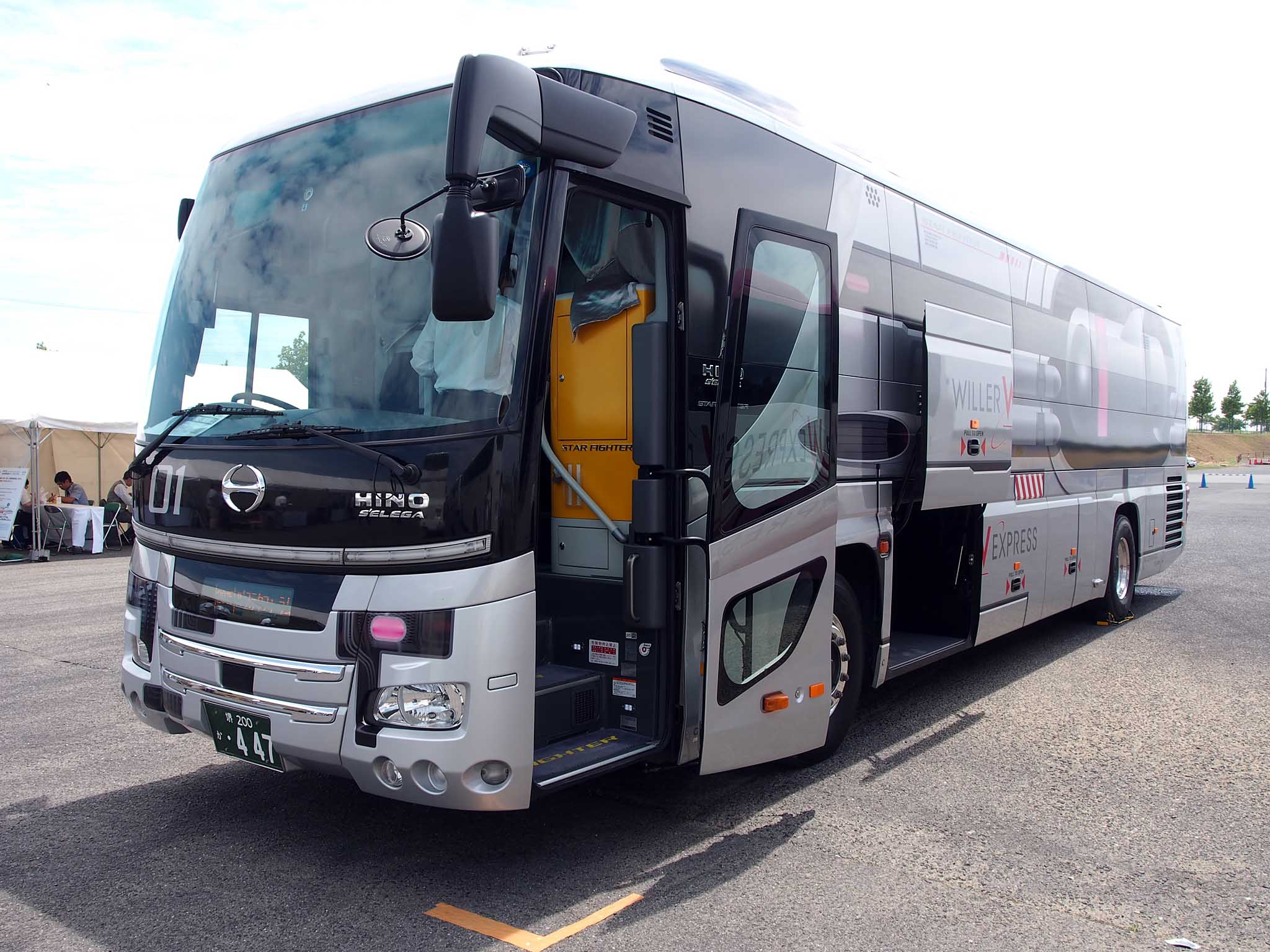
日野・セレガ「スターファイター」（WILLER EXPRESS西日本大阪営業所）

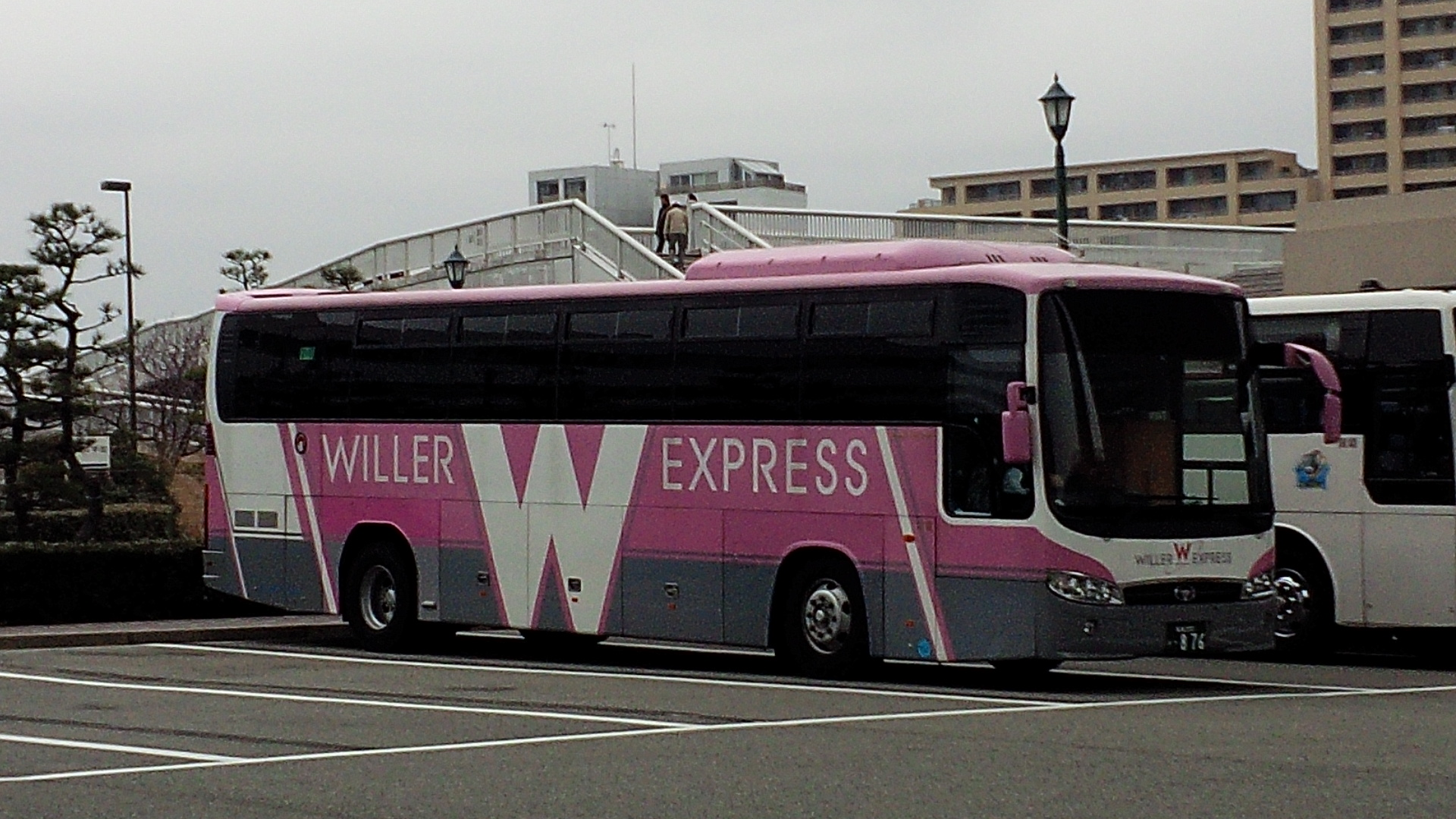
大宇バスの旧塗装車両（さやま交通所有・現在は貸切バスとして使用）

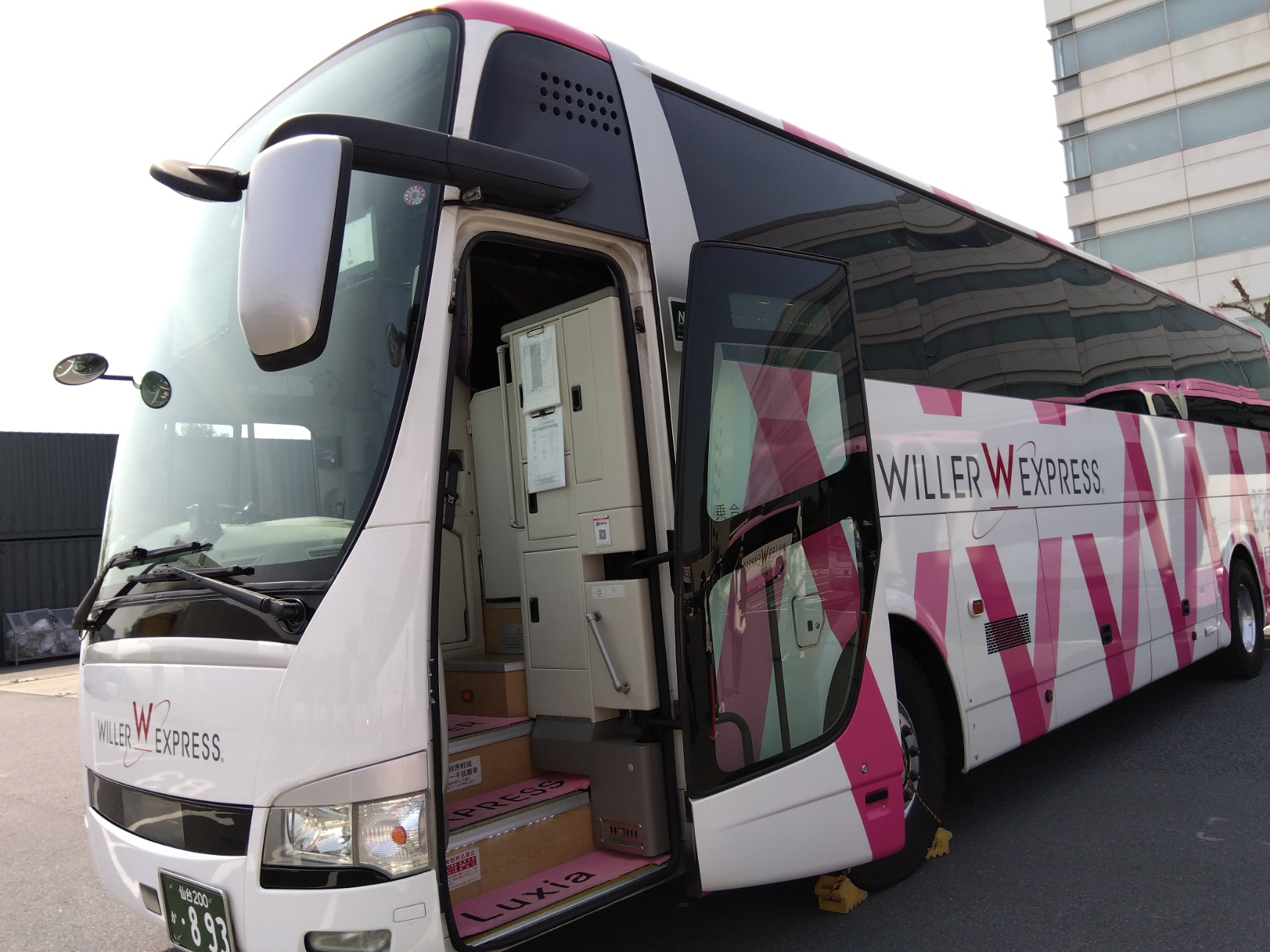
三菱ふそう・エアロクイーン「ラクシア」

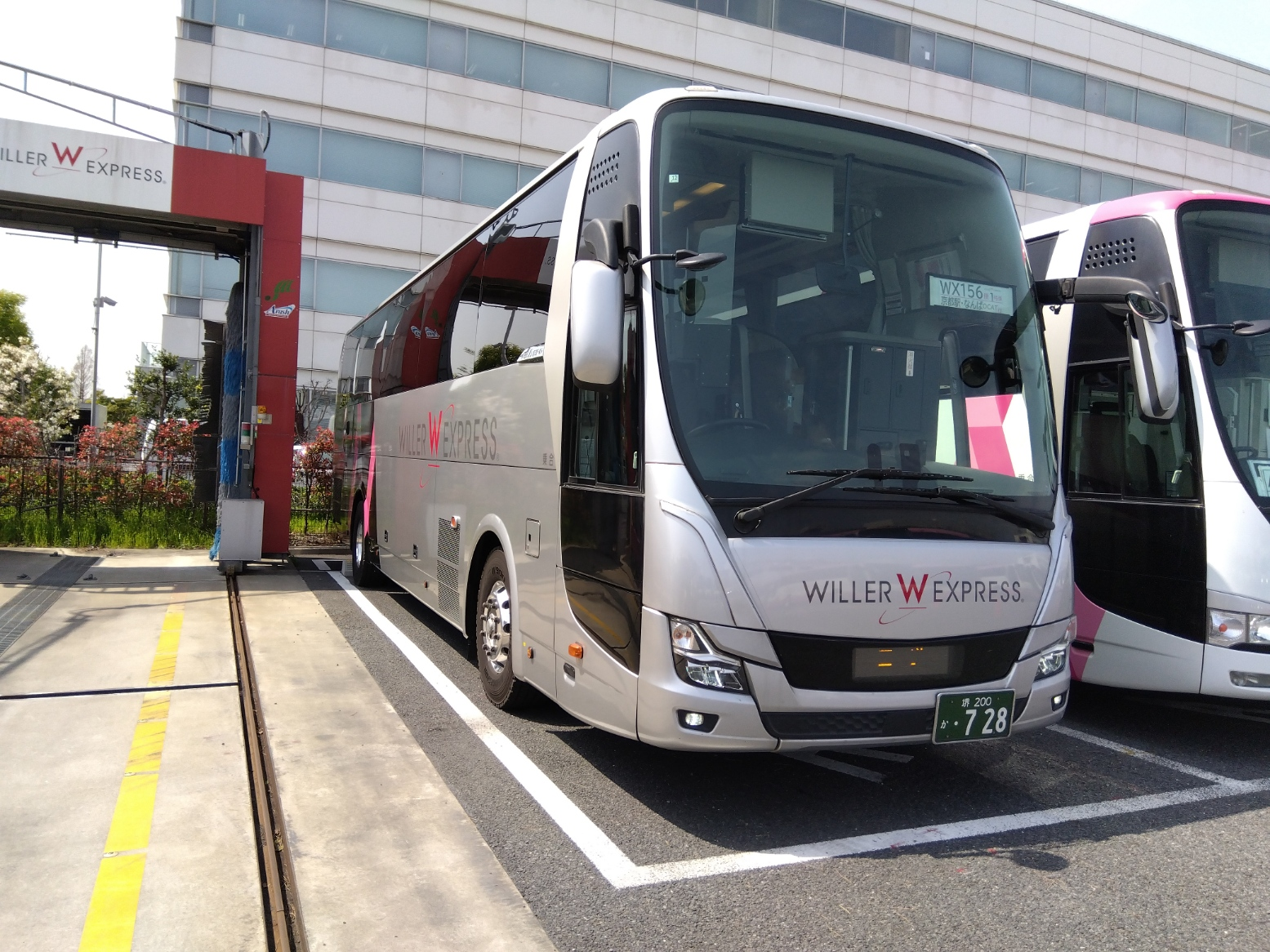
三菱ふそう・エアロクイーン「リボーン」

ツアーバスの運行コストの削減を目的として、親会社であるウィラー・アライアンスを通じて韓国製バスである大宇バスBX212を大量導入したが、並行輸入であるために輸入が困難になり、なおかつ老朽化などもあるために順次後述の国産車に置き換えられ、最後まで専用車両として運用されていた南港路線も廃止となった現在はほとんど姿を見られることがなくなった。
現在は日野・セレガを中心に三菱ふそう・エアロエース・エアロキングなどが導入され、2012年からはいすゞ・ガーラも導入されている。ただし、高速乗合バスへ移行した2014年以降はエアロエースの導入が中心となる。
なんば⇔梅田路線及びUSJ⇔梅田路線では、全線一般道を通るため、いすゞ・エルガワンステップが使用されていた。前乗り中降りのため、ICOCA・PiTaPa等の交通系ICカード全国相互利用サービス対応のICカード及びスルッとKANSAI対応のプリペイドカードは利用不可となっていた。運行終了後は南部バスへ転属し、WILLERカラーのまま同社の一般路線バスで使用されていたが、同社の運行撤退を直前に専用カラーへ塗り替えられている。
なお、これらの車両はWILLER EXPRESSが一括で開発・発注を行い、各営業所に配置されるほか、WILLER EXPRESSチーム事業者及び委託運行会社にリースされる形となっている。ただしツアーバス時代に運行事業者の1社であるさやま交通が自社で導入した専用車両もあり、高速路線バス移行後に合弁運行事業者である大阪さやま交通をはじめグループ各社へ転属している。
長距離路線を数多く運行しているが、女性利用者から化粧室の臭いや音に不安を持つ声が数多く寄せられていることから、化粧室装備の車両は少数派であった。しかし、2018年より後述の「リラックス」に化粧室を装備した車両が導入されている。

### 主なシートタイプ
現在は「ツアーバス」時代からの主力商品である、ＷILLERオリジナルシート「リラックス」（10列40名乗り。乗務員2名乗務時は38名。一部長距離路線にはトイレ付が充当。）
「リラックス」の後方席の一部は3列独立席「コモド」（コンビタイプ）
3列シートは「Luxia」（ラクシア）・「ReBorn」（リボーン）・「DOME」（ドーム）
以上、5種類に集約し、「リラックス」の後方席は女性専用シート。前方は「男女兼用シート」となり、「STAR EXPRESS」を除く、WILLER自社便は全てのシートタイプが公式サイトに限り、乗客による座席指定が可能になった。また、一部車両のみに装備していたコンセントｏｒＵＳＢ差込口もWILLER EXPRESS自社便全車両全席に標準装備となった。
「リラックス」は新型コロナウイルス飛沫感染予防のため、座席間に大きなパーティーションが付いた。
　下記シートクラス（「リラックス」・「コモド」・「ラクシア」・「リボーン」・「プライム」・「ドーム」・「STAR EXPRESS」以外）は、既に運行が終了している。

#### 4列シート
- エコノミー（Economy） - 一般的な2階建てバス2階の4列シート。旧スタンダード（Standard）。詳細はSTAR EXPRESSを参照。
- バリュー（Value） - 2階建てバスの2階席で、価格重視のためシートピッチを詰め、肘掛けなし。全席コンセント完備。2018年現在は運行終了[34]。
- シアター（THEATER） - 楽座シートをベースにファントロ社製エンターテイメントシステムを装備。昼行便専用シートとして開発されたが、現在は運行終了。
- リラックス（Relax） - WILLER EXPRESSでは最主力のシート。4列で縦10列とし、フットレスト・レッグレスト・枕を装備。一番の特徴として「カノピー」と呼ばれるフードが設置されている。この他、通常の縦10列から9列にしたもの（-のびのび9列）、シアターと同様のファントロシステムを搭載したもの（-プライベートモニター付）も存在する。
  - リラックス≪NEW≫ - 2014年3月1日から登場したリラックスのバリエーションモデル。従来のリラックス（4列）よりカノピー空間が拡大し、尻・腰・背中のクッションの厚みを改善。また、網ポケットやフック・グリップの角を丸みを帯びた形状にしたり、シート衝突時の衝撃を軽減する素材を背面に採用している。独立3列シートのコモド（旧・グラン）とのコンビネーションシート車両、トイレが付いたタイプもある。
- プライム（Prime） - 2023年4月から登場した、新型4列シート。リラックスとの違いとして、カノピーを遮光性・防音性を向上かつ大型化してより個室感を増し、カノピー内に夜間でも気兼ねせずにスマホが使えるスマホホルダーを設置。隣席を仕切るパーテーションは高さが調整できるようになり、眠りの邪魔にならない青色の間接照明を夜間消灯時は常時点灯する。

#### 3列シート
- スリーパー（Sleeper） - 一般的な3列シートだが、花柄シートが当社の大きな特徴といえる。2018年12月22日（関西→関東は前日の12月21日）でエクゼクティブと共に運行終了、同車両で運行していた便に関してはリラックス≪NEW≫での運行となる[35]。
- リラックスワイド（Relax Wide） - リラックス仕様の座席を使用した独立3列シート。運行終了[34]。
- ニュープレミアム（NewPremium） - 2012年に登場した縦8列の偏心3列シート。枕、テーブル、プライバシーカーテン、コンセントなどを装備。
  - プレミアム（Premium） - 2006年に登場した偏心3列シート（但し最後尾は4列）。DAEWOO BUS輸入と同時に導入されたオリジナルシートの元祖。DAEWOO BUS廃車とニュープレミアム登場に伴い過去帳入りとなった。
- ボーテ（Beaute） - 2012年に登場した独立3列シート（ただし最後尾は4列）。「眠っている間にキレイになる」をコンセプトにした女性専用車両で、プラズマクラスターを装備したシャープとのコラボレーションシート。手鏡やヒーター付レッグレスト、コロコロマッサージなどを装備。2013年7月31日からは前3列が男女兼用になり、4列目以降が女性専用エリアになった。
- ビジネスクラス（BusinessClass） - 日野・セレガハイブリッドに枕・レッグレスト・電動リクライニング機能などを装備した偏心3列シート。定員は僅か16名で、最後部に化粧室付き大型トイレを設置。また、独立席（ビジネスクラスComfort）にはプライベートカーテン・テレビも装備されていた。下述するリボーンの導入に伴い除籍。
- ゆったりシート - 普段は夜行バスしか運用しないニュープレミアム車・ボーテ車を間合い運用で有効活用するために設定された。たまにリラックス車・リラックスワイド車になることもあるため、当日乗車しないと座席がわからない（いわゆるランダムシート）。
- コモド（COMODO） - 2016年に登場した独立3列シート。座り心地と快適性を追求し、バケット型ヘッドレストを搭載しプライベートカーテンを使用することで隣の人との視線を気にせずに移動空間を確保できる。旧名称は「グラン」（GRAN）。
- ラクシア（Luxia） - 2016年に登場した独立3列シート。三菱ふそう・エアロクイーンを使用。温かみのある木製品を使用した肘掛&テーブルを搭載したゆりかご式リクライニングシートにプライベートカーテンを使用することで隣の人との視線を気にせずに移動空間を確保できる。名前の由来は「Luxury（ラグジュアリー）」の響きと「楽」と「幸せ」の造語[36]。なお、本車両はデザインもWILLER EXPRESSのWをモチーフとした専用カラーが採用された[37]。
- ReBorn（リボーン） - 2017年2月17日から登場した偏心3列シート車[38]。移動しながらでも上質な睡眠を取れるように設計されたシェル型パーテーションに加え、フルリクライニング時も全長187cmと成人男性でも安心してくつろげるシートになり、座席数は僅か18席。車内で発生する音を軽減させ、照明の明るさにもこだわっている。
- DOME（ドーム） - 2023年10月6日から登場した3列シート車[39]。シェル型シートで、リラックスにあったカノピーも備わった。カノピーにはスマホホルダーも付いている。なお、車両の塗装はWILLER EXPRESSブランドの「ピンクのバス」である。
- スリーパーワイド(Sleeper Wide) - 座席サイズがコモドと同様のいわゆるレッグレスト付き3列独立シート。シート設備が運行会社によって異なるため、公式のシート一覧には掲載されていない（検索時の該当便シート詳細でのみ出現する）。
- スカイライナー - 2014年7月まで運行された偏心3列シート。さやま交通およびニュープリンス観光バスが保有していたネオプラン・スカイライナーが専用車両として運行された。本革シートを採用していたのが特徴。

#### 2列シート
- エグゼクティブ（EXECTIVE） - 三菱ふそう・エアロキングの1階部分に3席設置された独立2列シート。ビジネスクラス同様の枕・レッグレスト・電動リクライニング機能の他、テレビ・DVDプレイヤーを装備[40]。2018年12月22日（関西→関東は前日の12月21日）でスリーパーと共に運行終了、同車両で運行していた便に関してはリラックス≪NEW≫での運行となる[35]。このエクゼクティブ及びコクーンが運行終了になることで、WILLERからは2列シート車が消滅することになる。
- コクーン（COCOON） - 進行方向に対して斜め内向きの独立2列シートで、旅客機のビジネスクラスを連想させるヘリンボーンレイアウトを採用する。シェル型パーティションなどが設置されており、個室感覚としたタイプ。天龍工業との共同開発。「都市間高速バスの客席ユニットとそのレイアウト」として2010年グッドデザイン賞受賞[41]。シアター・リラックスプライベートモニター付きと同様のファントロシステムを搭載している。2018年9月30日（関東 - 関西。関東 - 名古屋は12月22日及び23日）から順次運行終了、同車両で運行していた便に関してはリラックス≪NEW≫での運行となる[42]。
- バリュープライベート（Value Private） - バリュー車の1階席に3席設定。独立席となっており、居住性が高い。2018年現在はバリュー共々運行終了[34]。

### 特殊車両

#### STAR FIGHTER
STAR FIGHTER（スターファイター）は新感覚のアトラクションバス。宇宙船を思わせるデザインの室内には、偏心3列シートの各席にジョイスティックが備えられており、「未来の企業・WILLER-X社が開発したSTAR FIGHTERの搭乗員（クルー）となって伝説のクリスタルを探索する」という設定のストーリーを体感できる。
本来はWILLER TRAVELが企画する日帰りバスツアー専用車であるが、期間限定で昼行路線で使用されることがあった。また旅行関連のイベントで展示や試乗体験（イベント会場〜会場最寄駅を結ぶシャトルバスとして運行）を行っていた。運行終了後、専用車両は「NL-PRIME」に改造された。

#### レストランバス
オープンルーフレストラン（NIPPON Travel Restaurant）として、日本各地の旬の味覚を詰め込んだ新感覚のグルメバス。1Fが厨房、2Fがオープンルーフ席となっていて景色を見ながら食事が楽しめる。WILLER TRAVELが企画する日帰りバスツアー専用車となっている。
2017年4月から「祭り」をテーマに車内外を装飾した2号車が登場した。2018年7月からは京都で通年運行を開始し、同年10月からは東京でも通年運行を行う。

#### 君の名は。カフェバス
大ヒットしたアニメ映画『君の名は。』のシーンをオープンルーフレストラン（NIPPON Travel Restaurant）の車両全体にラッピングして、映画の舞台となった東京各地（順に絵画館→信濃町駅前陸橋→信濃町駅前交差点→四谷四丁目 交差点→新宿ユニカビジョン前→新都心歩道橋下 交差点→新宿警察署裏 交差点→新宿駅南口→四ツ谷駅）を全行程約90分で巡る。
車内では、全国各地で開催された「君の名は。カフェ」の人気メニューをカフェバス用にアレンジしたセットが提供される。WILLERとクールジャパントラベルの共同企画で、運行は帝産観光バスに委託。2017年8月3日から10月29日までの限定運行。

#### NL-PRIME
NL-PRIME（エヌエル-プライム）は、WILLER TRAVELとIngressの開発運営元であるナイアンティック社がコラボレーションし、Ingressの世界観をリアルに体験することができる世界初のIngressバス。乗客への限定メダルプレゼントや特別コンテンツなど、Ingressの世界をリアルに楽しめるバスになっている。運行はなの花交通バスに委託。
専用車両は元「STAR FIGHTER」の車両を改造。公式サイト内のGoogleマップインドアビューでは「STAR FIGHTER」の内装を「NL-PRIME」として紹介していた。WILLER TRAVELが企画する日帰りバスツアー専用車だが、曜日によっては成田駅 - 東京駅の路線バスとしての運行も設定されていた。台湾で提携する国光汽車客運とのコラボレーション企画として台湾でも展示されていた（法令の関係上、現地での走行は不可）。2018年末をもって運行終了。

## ギャラリー

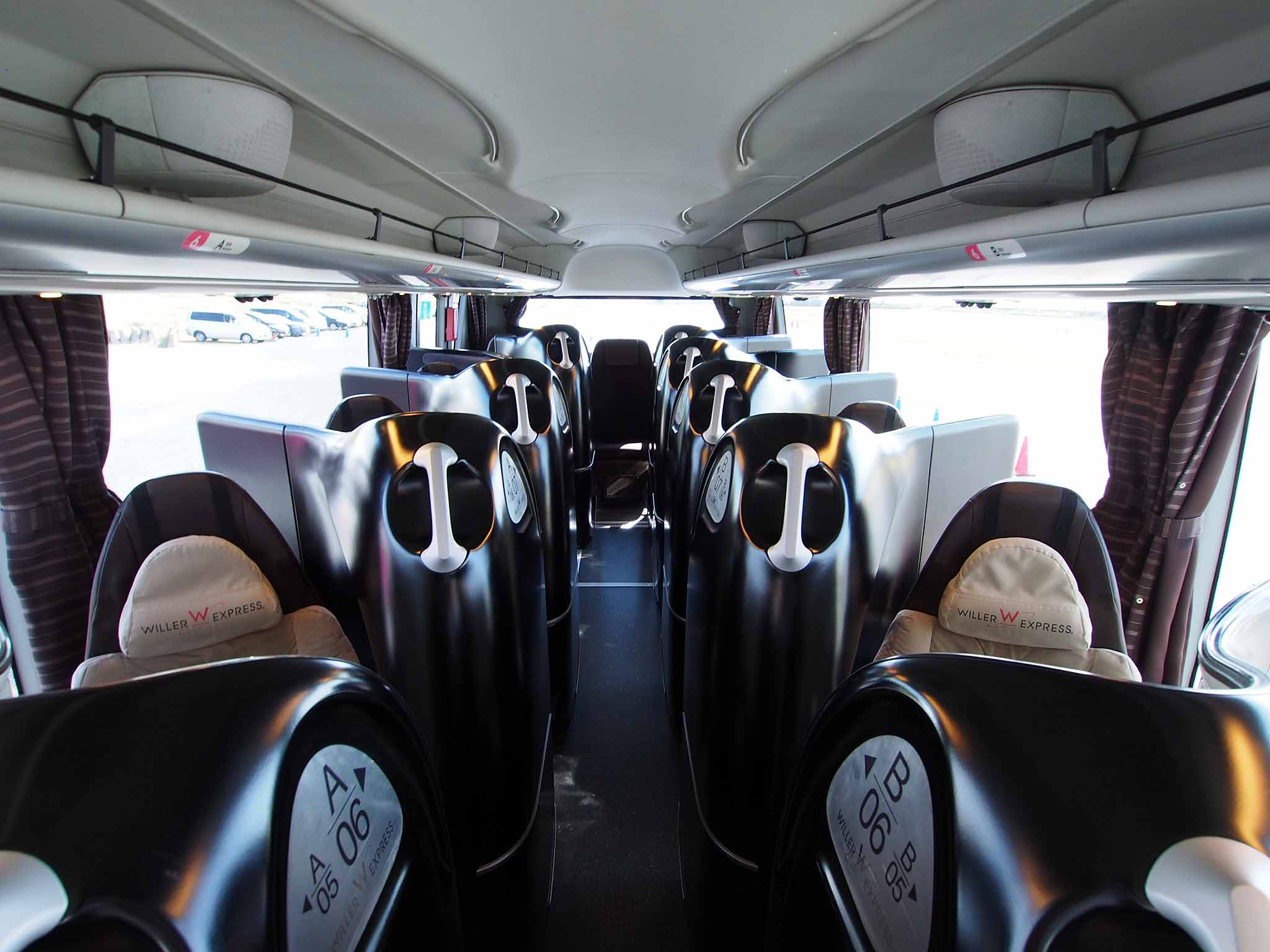
コクーン
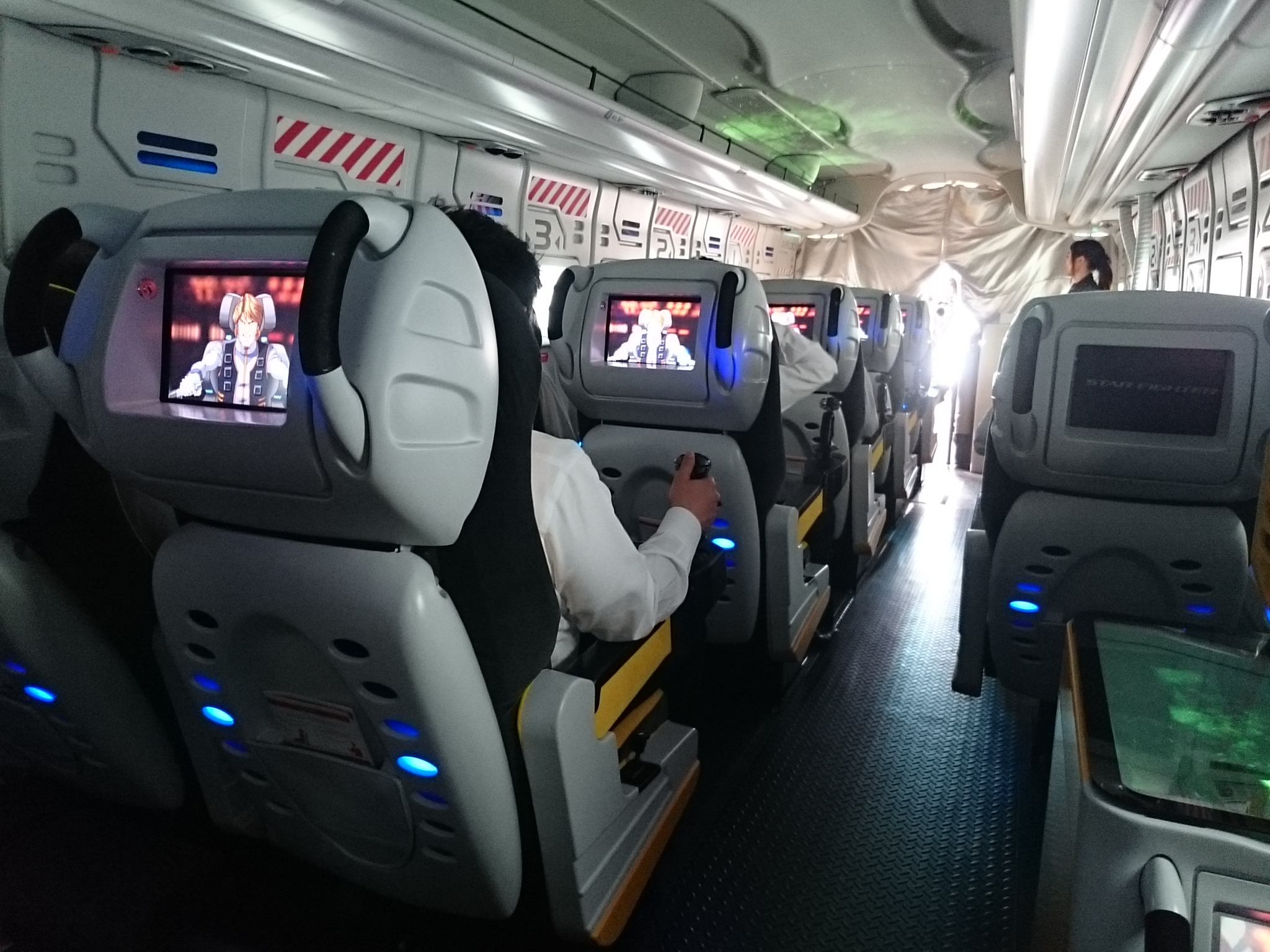
スターファイター（現：NL-PRIME）
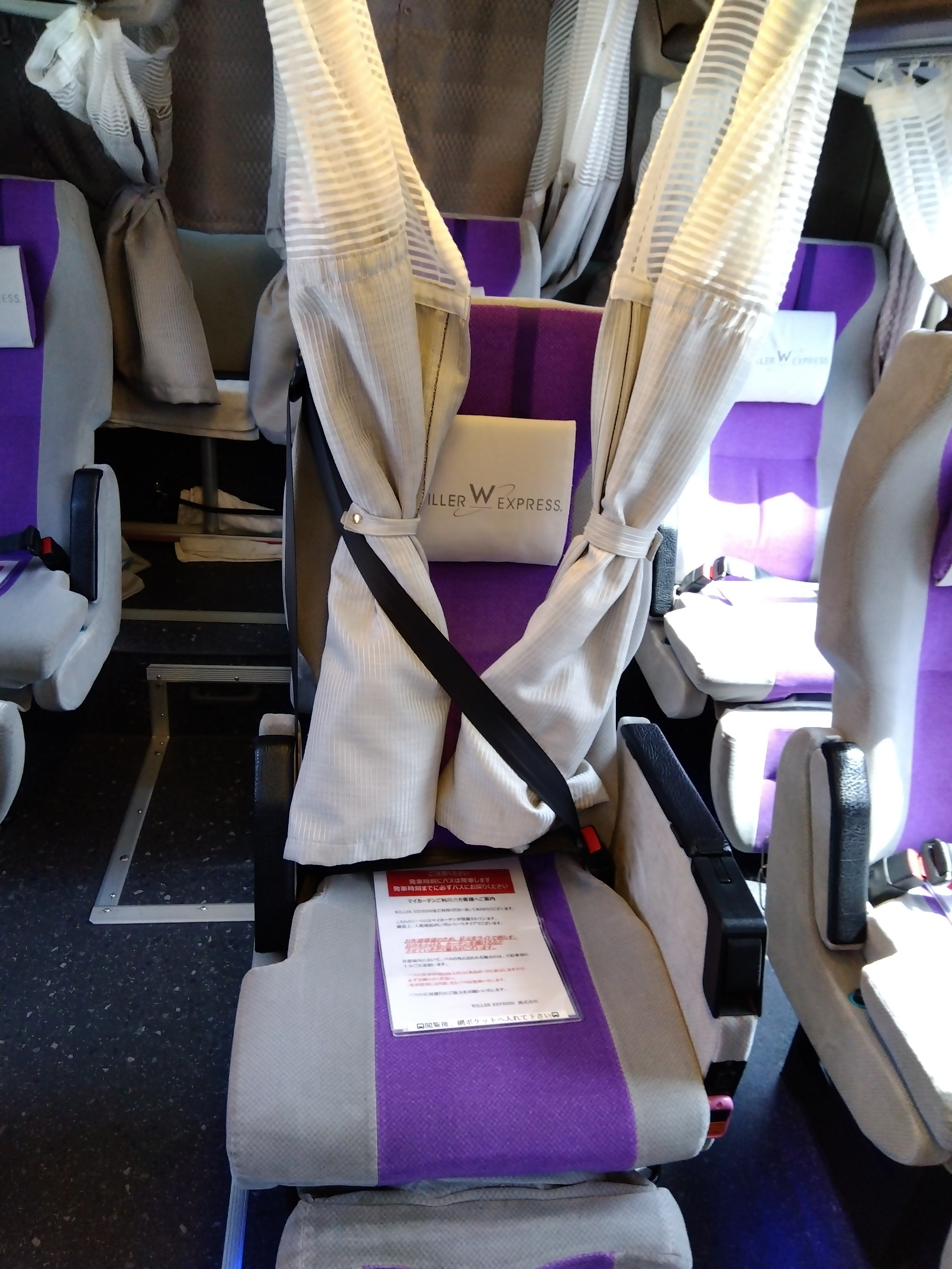
コモド
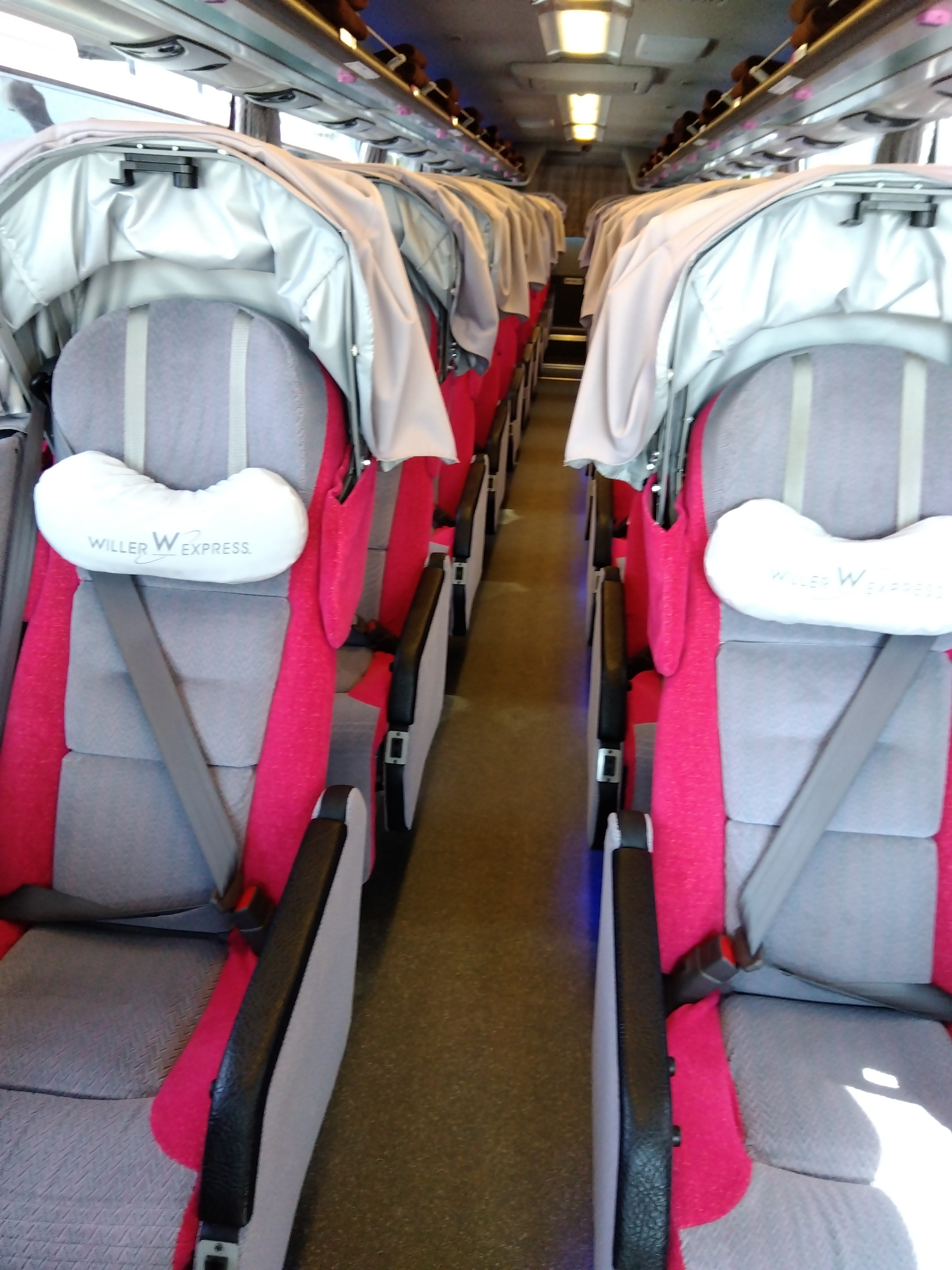
プライム
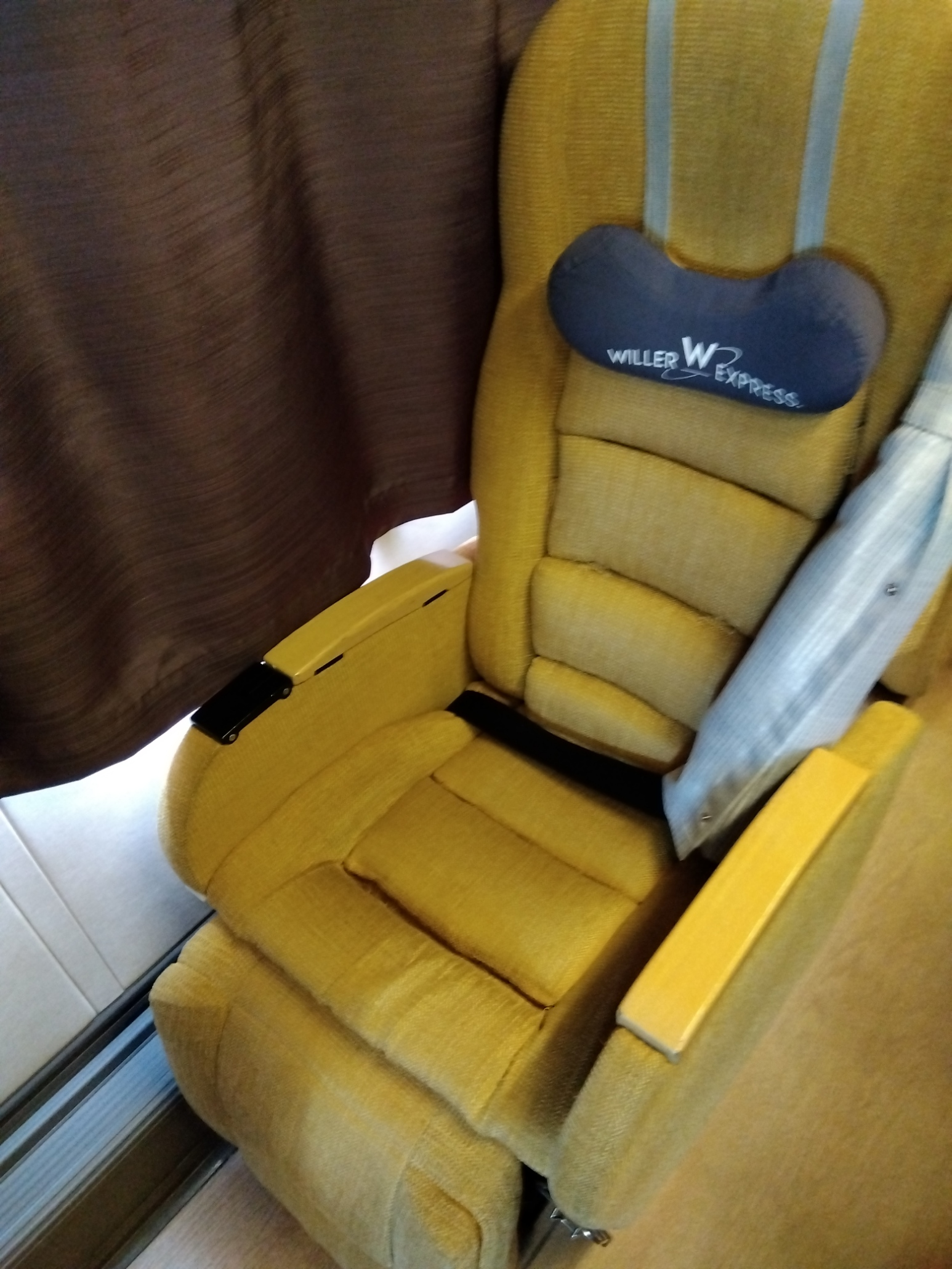
ラクシア
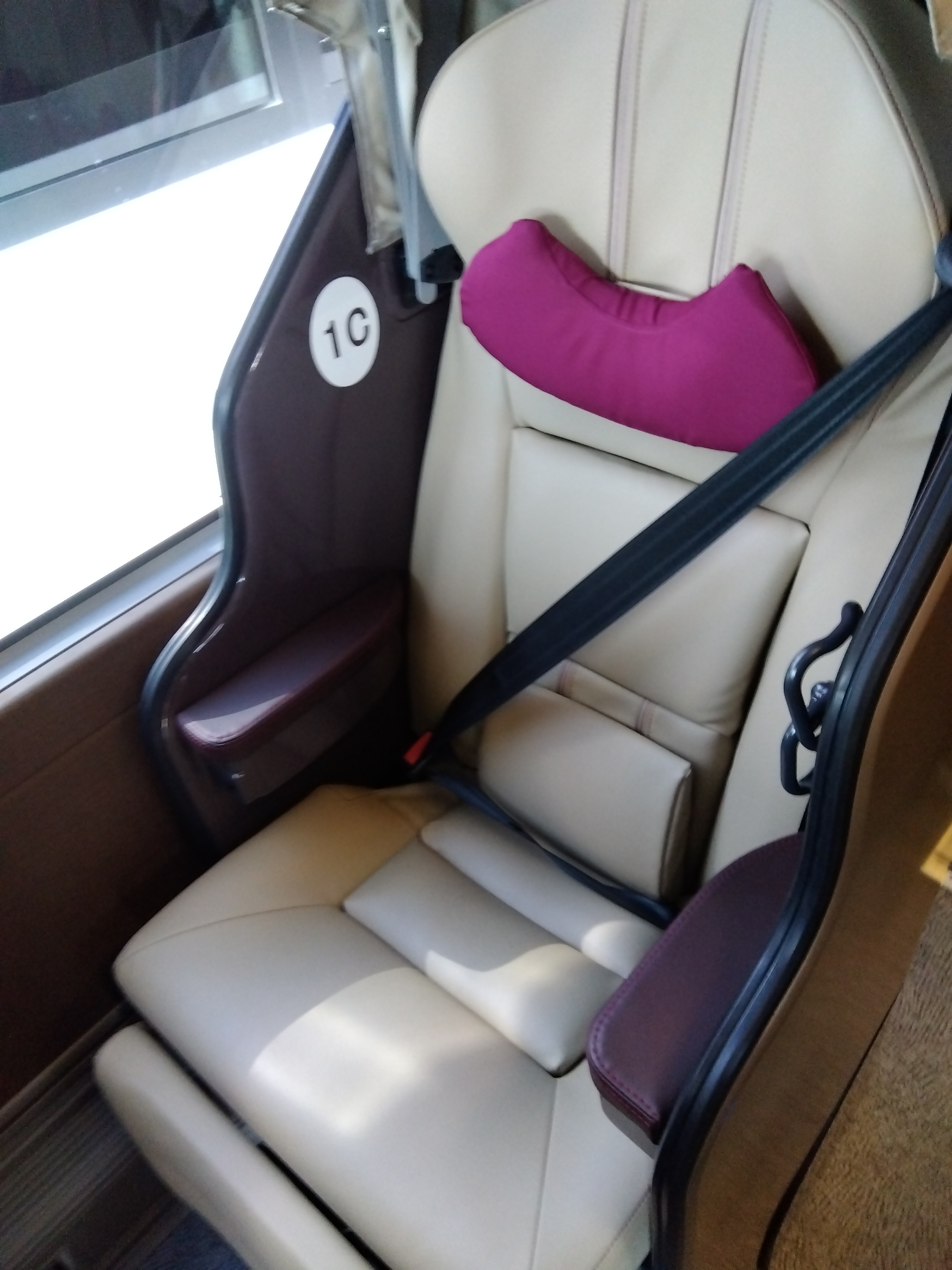
ドーム
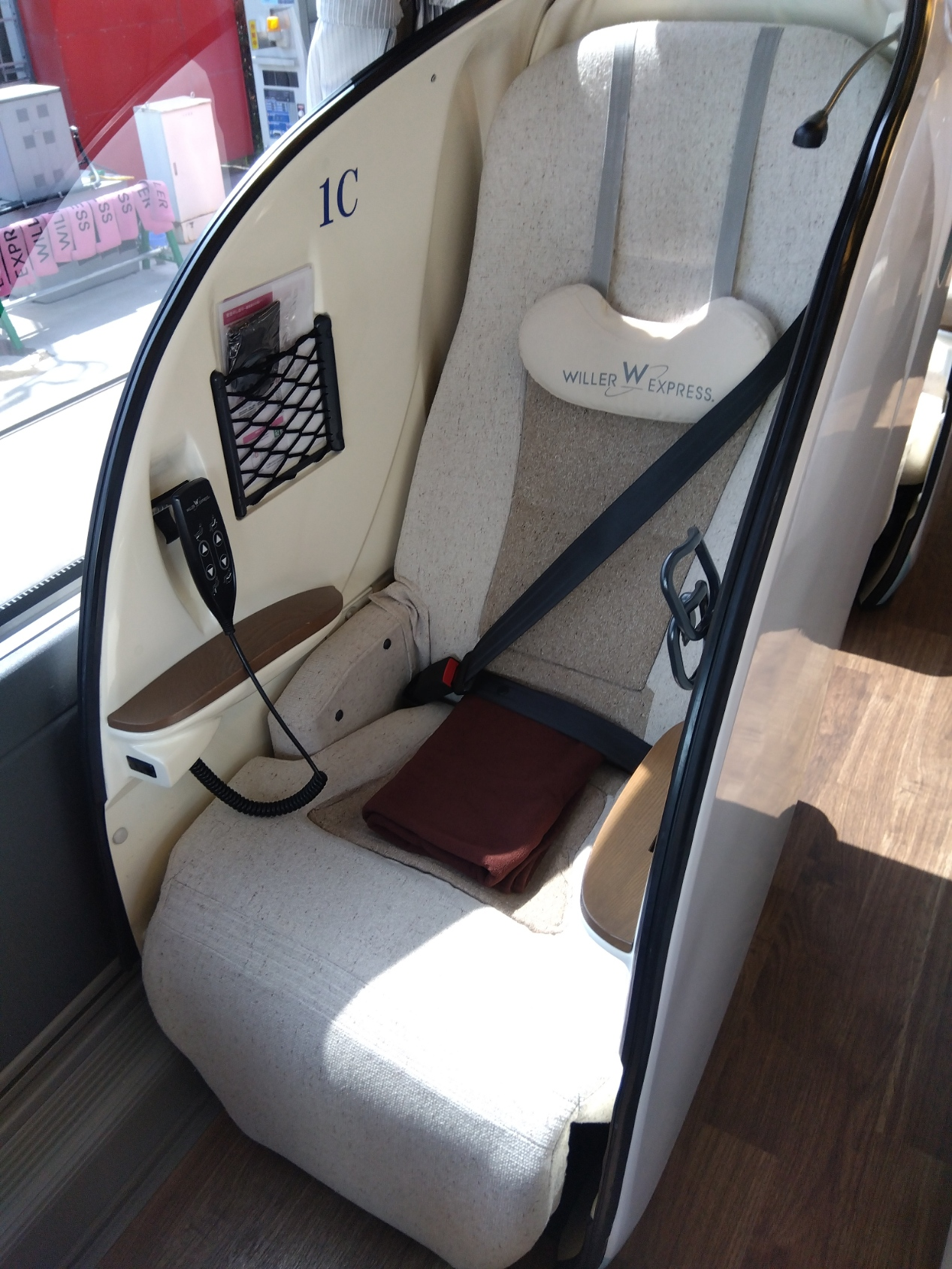
リボーン
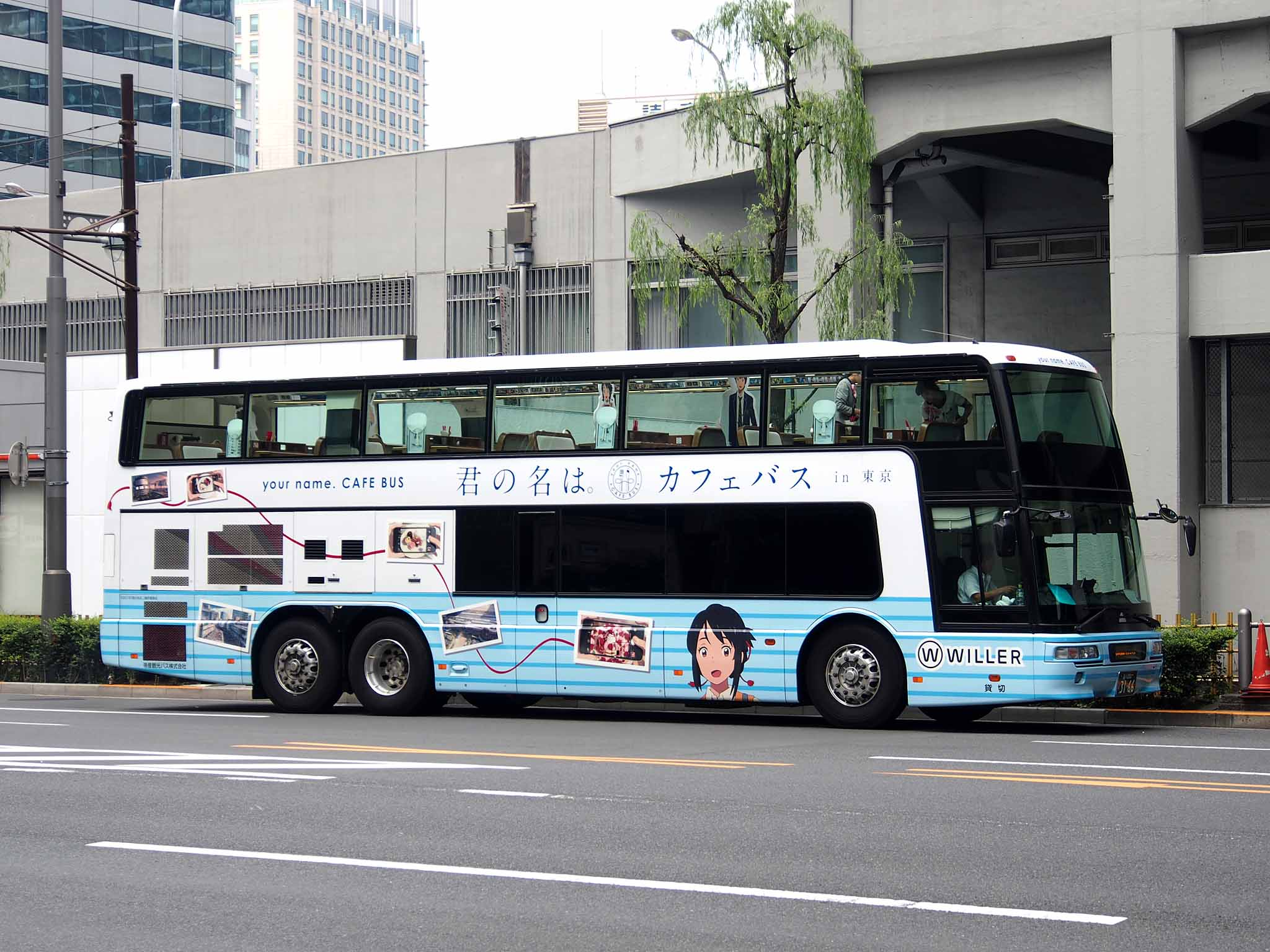
君の名は。カフェバス（帝産観光バスに運行委託）
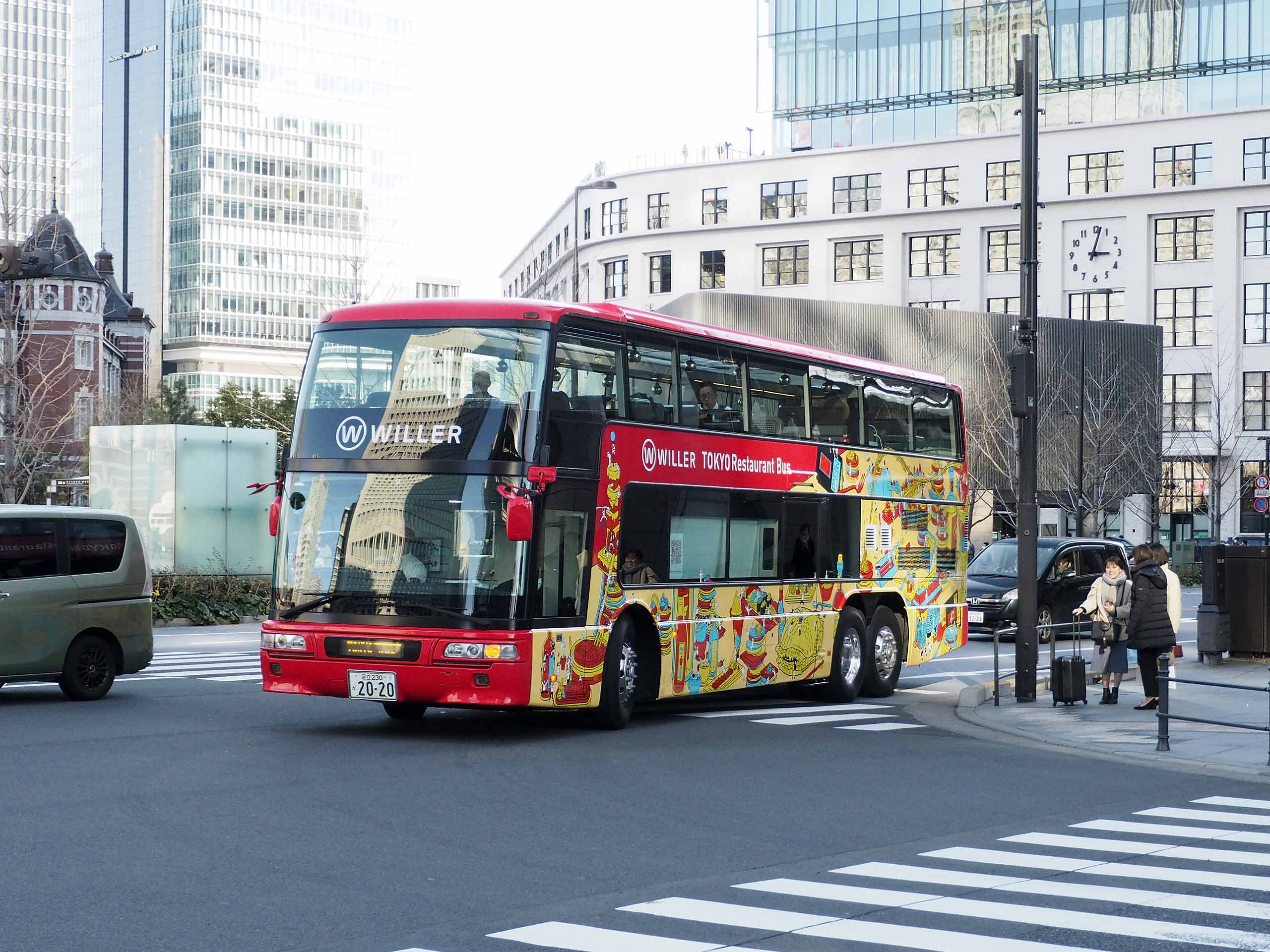
TOKYO REATAURANT BUS
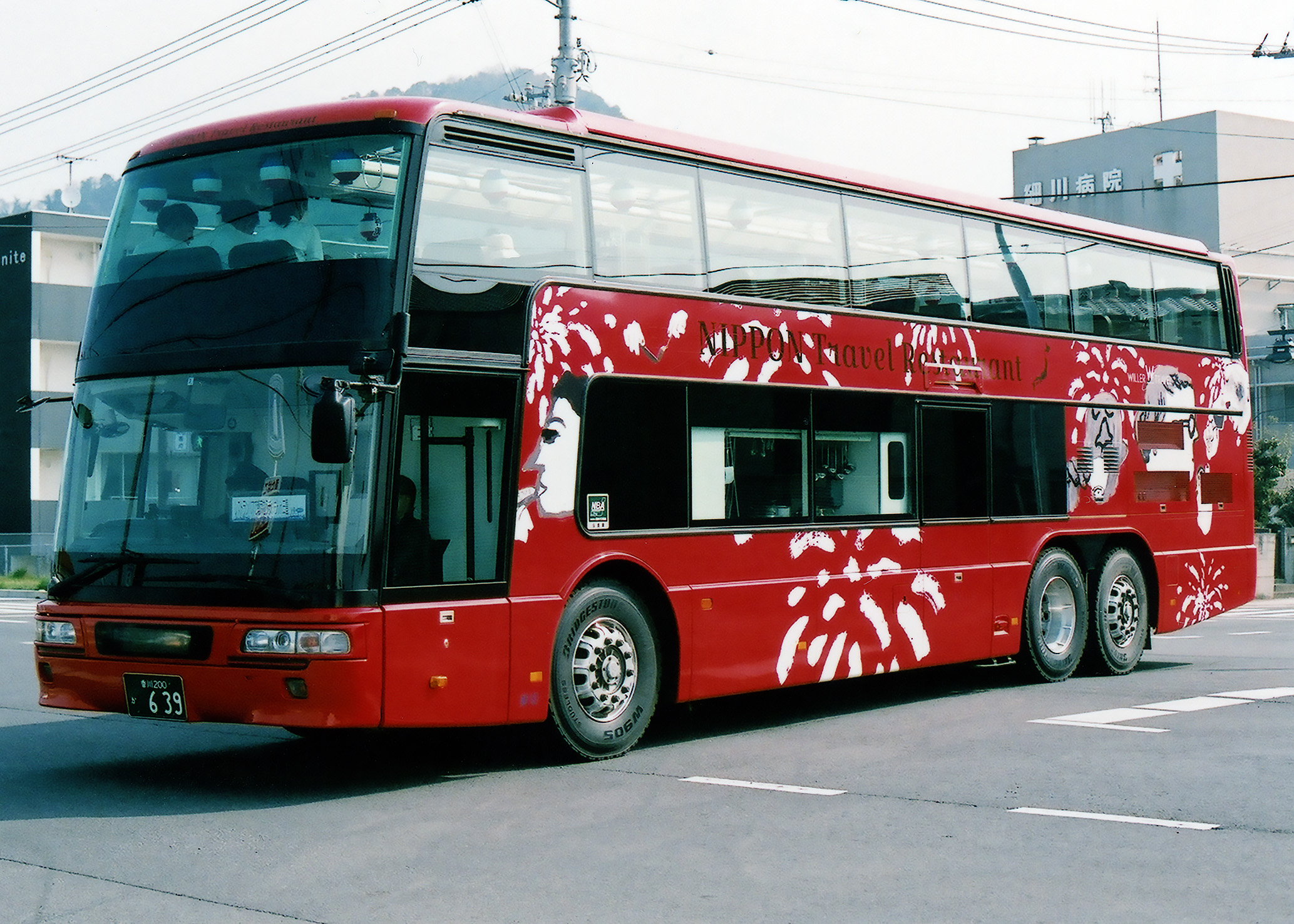
琴平バスに運行委託して香川県三豊市で運行したレストランバス（2018年3月）